# Хронология гражданской войны в Йемене (с 2014 года)
Гражданская война в Йемене (с 2014), или Революция 21 сентября, — гражданская война в Йемене между хуситами (шиитскими повстанцами) с одной стороны и правительственными войсками — с другой.

### Предыстория
Основная статья: Шиитский мятеж в Йемене
Конфликт берёт начало в 2004 году. Тогда повстанцы-шииты, проживающие на севере страны, выступили против альянса властей Йемена с США и за восстановление теократической монархии (имамата), существовавшей в Северном Йемене до военного переворота 1962 года.
В 2009 году развернулись активные боевые действия между шиитами, с одной стороны, и армиями Йемена и Саудовской Аравии — с другой. Вмешательство Саудовской Аравии, контролируемой суннитами, официально обосновали гибелью двух пограничников от рук повстанцев.
В 2010 году было заключено перемирие.
В 2011 году начались столкновения шиитов с суннитскими вооружёнными формированиями.

### 2014 год
Сражение за Амран
2 февраля — 9 июля 2014 шло сражение за Амран, завершившееся победой хуситов. Затем повстанцы Ансараллы в течение 5 дней (16—21 сентября 2014) заняли Сану.
8 июля 2014 года хуситы взяли штурмом город Амран, административный центр одноимённой мухафазы,, в ходе которого хуситы разгромили и взяли штурмом штаб 310-й бронетанковой бригады, убив её командира Хамида аль-Кашиби. Обе стороны обвиняли друг друга в провоцировании боевых действий и нарушении предварительно достигнутого 23 июня перемирия. На следующий день после штурма ВВС Йемена осуществили авиаудары по правительственным зданиям и захваченному штабу бригады.
В середине августа хуситы начали проводить в ряде регионов страны массовые демонстрации после того, как власти объявили о сокращении субсидий на нефтепродукты, что привело к росту цен на бензин в два раза. Основным требованием была отставка «коррумпированного кабинета». К середине сентября накал страстей достиг своего пика, на окраинах Саны начались столкновения протестующих с силами безопасности. Уже через два дня хуситам удалось сломить сопротивление силовых структур, захватить здания ряда госучреждений и установить свои блокпосты.
22 сентября по крайней мере, 340 человек были убиты в боях в столице.
27 сентября источники безопасности сообщили, что хуситы атаковали дом главы разведки в Сане. Это показывает хрупкость соглашения о разделении власти, которое недостаточно для того, чтобы прекратить боевые действия в столице.
9 октября на площади Тахрир в Сане, где сторонники назначенного на пост премьер-министра Йемена Ахмеда Авада Бин Мубарака атаковали его противников — активистов шиитского повстанческого движения «Аль-Хуси», прогремел взрыв. Погибли до 47 человек, ранения в результате теракта получили 75 человек. Второй теракт в этот день был совершён на военном КПП в городе Эль-Мукалла. Погибли 20 человек.
14 октября хуситы установили контроль над городом Дамар и военной базой Первой бронетанковой дивизии в провинции Ходейда.
15 октября они вошли в город Ибб с населением в 350 тыс. человек, не встретив сопротивления со стороны сил безопасности и местных жителей.
В ночь на 20 октября в городе Радаа (провинция Эль-Бейда) взрыв прогремел во дворе дома, где находились хуситы. Жертвами этой атаки, устроенной боевиками «Аль-Каиды», стали не менее 20 человек. В этот же день заминированный автомобиль взорвался рядом с блокпостом повстанцев в городе Радаа, погибли 15 человек.
25 октября в гористой местности в центре Йемена на фоне борьбы джихадистов «Аль-Каиды» и представителей местных суннитских племенных кланов с повстанцами-шиитами из движения «Аль-Хуси», американским беспилотником был нанесён авиаудар, жертвами которого стали не менее троих исламистов.
2 ноября по меньшей мере 20 солдат йеменской армии погибли в результате нападения боевиков террористической организации «Аль-Каида» в провинции Ходейда.
12 ноября взрыв произошёл на собрании хуситов в городе Рада. Число жертв составило 33 человека.
В декабре 2014 года, несмотря на подписанное в сентябре мирное соглашение, хуситы продолжили вооружённую борьбу, взяв под контроль большую часть городов Архаб, Ходейда, здания государственной нефтяной компании «Сафер петролеум» и государственной газеты «ас-Саура» в Сане.

### 2015 год
19 января шиитские повстанцы-хуситы окружили резиденцию премьер-министра Йемена Халида Махфуза Бахаха в центре столицы Сане и обстреляли его кортеж. Ранее стало известно, что шиитские повстанцы-хуситы и армия Йемена вступили в столкновения недалеко от президентского дворца в Сане. Вооружённые боевики из шиитского повстанческого движения «Ансар Алла» (иначе — «хуситы») захватили президентский дворец в Сане. В ходе боя за дворец погибло девять человек, свыше 60 получили ранения.
20 января В результате подрыва нескольких взрывных устройств и последовавшего обстрела погибли пятеро солдат. Трагедия произошла в районе Эль-Катн провинции Хадрамаут. Взрывчатку заложили на пути следования кортежа генерала Яхьи Абу Аваджа, командира 135-й бригады. После прогремевших взрывов неизвестные боевики открыли огонь по военнослужащим из стрелкового оружия. Ранения получили трое силовиков. Позже было совершено покушение на министра обороны страны Махмуда ас-Субайхи, когда он покидал резиденцию президента. В ходе перестрелки министр не пострадал, а его охране удалось отбить атаку. В этот же день стало известно о нападении на президента Йемена Абд Раббо Мансур Хади.
26 января хуситы захватили здание государственного университета в Сане.
12 февраля третья сторона конфликта объявила о своём присоединении к «Исламскому государству». Присяга на верность «халифу» Аль-Багдади (лидер ИГ) стала ответом на захват власти в Йемене хуситами.
15 февраля хуситы начали штурм Адена. Ополчению уже удалось, после столкновений с силами безопасности, захватить контроль над офисом телеканала в городе. Кроме того, различные политики, выступающие против переворота хуситов, потребовали перенести столицу из Саны на юг страны, в Аден, что следует из заявления «национального расширенного диалога», прошедшего в Адене. Также, они призвали к созданию объединённого комитета, призванного управлять провинциями Йемена, сопротивляющимися контролю повстанцев.
4 марта боевики аль-Каиды напали на боевиков-хуситов в провинции Эль-Бейда. В результате погибли 27 человек, десятки получили ранения. Мишенью первой атаки суннитов стал стадион в городе Эль-Бейда, который хуситы превратили в тренировочный лагерь. В ходе столкновения было убито 10 хуситов.
19 марта хуситы нанесли авиаудар по дворцу президента Хади в Адене. В тот же день воздушное сообщение международного аэропорта города Аден было прервано из-за столкновений между сторонниками и противниками Абд Раббу Мансура Хади. Ранее бойцы спецназа, сторонники бывшего главы государства Али Абдаллы Салеха, захватили международный аэропорт Адена, однако позднее он был занят войсками, сохранившими верность Хади. Столкновения продолжаются. Источник в структурах безопасности Йемена сообщил о том, что группа вооружённых боевиков совершила нападение на тюрьму в городе Аден и освободила опасных заключённых.
21 марта боевики Аль-Каиды на Аравийском полуострове взяли под свой контроль город Аль-Хута (в некоторых источниках Хоута) в южной части Йемена. В ходе ожесточённых боёв исламисты убили 29 человек, в том числе 27 военнослужащих. А в провинции Лахдж по меньшей мере 30 человек погибли, несколько десятков получили ранения в результате столкновений между силами, верными президенту Хади и боевиками. Вооружённые люди попытались также взять штурмом здание филиала центрального банка страны и управления безопасности в городе Лахдж.
26 марта в полночь саудовский король Салман бен Абдель-Азиз отдал приказ начать военную кампанию против хуситов. Кроме того, в кампании приняли участие Египет и Пакистан, направившие в район Йемена ВМС и ВВС.
31 марта отряды йеменского ополчения выбили сторонников беглого экс-президента Абд Раббо Мансура Хади из города и административного центра одноимённой южной провинции Ад-Дали (Эль-Дали). В результате дорога из города Сана в южные провинции оказалась под полным контролем ополчения. Помимо этого, они без боя заняли базу 17-й армейской бригады в соседней провинции Таиз. Военнослужащие 17-й бригады перешли на сторону Аль-Хуси и сами открыли ворота военного объекта.
1 апреля многочисленный отряд повстанцев в сопровождении танков и грузовых машин с установленными на них пулемётами появился в районе Хор Максар в центре Адена.
2 апреля боевики «отделения Аль-Каиды» напали на тюрьму близ города Эль-Мукалла, освободив сотни заключённых.
5 апреля ополчению Аль-Хуси удалось взять здание правительства йеменской провинции Аден в одноимённом городе. Кроме этого, хуситы продвинулись к порту, который охраняется сторонниками действующего президента Хади.
6 апреля повстанцы захватили порт города Адена, число погибших в боях за Аден к этому дню превысило 50 человек.
Части армии Йемена, перешедшие на сторону шиитских повстанцев-хуситов, установили контроль над городом Атак — административным центром провинции Шабва. Вожди местного суннитского племени авлаки приветствовали войска, освободившие город от банд экстремистов-такфиристов.
К 13 апреля ополчению Аль-Хуси удалось выбить террористов АКАП со стратегических высот Сара и Хилян в провинции Мариб.
17 апреля АКАП удалось захватить ключевой лагерь военных и тяжёлое вооружение, находившееся в нём. Также им удалось взять под свой контроль международный аэропорт «Риян», штаб ПВО в городе Эль-Мукалла и нефтеналивной терминал Эш-Шихр в провинции Хадрамаут.
18 апреля в Таизе продолжаются идут ожесточённые бои. Против ополчения Аль-Хуси и перешедших на их сторону военнослужащих выступила 35-я армейская бригада, которая поддерживает отстранённого от власти президента Йемена — Абд Раббо Мансура Хади. За истекшие сутки с обеих сторон погибло 72 бойца.
19 апреля на юге Йемена в боях между шиитскими повстанцами-хуситами и сторонниками экс-президента Абд Раббо Мансура Хади погибли около 100 человек. Как сообщают иностранные СМИ, самые сильные столкновения зафиксированы в районе города Эд-Далиа, где погибли как минимум 31 ополченец Аль-Хуси и 17 сторонников Хади.
21 апреля Коалиция арабских стран объявила о завершении военной операции в Йемене. По данным из СМИ, коалиция «достигла своих целей в Йемене», и теперь начнётся новая операция, которая получила название «Возвращение надежды».
23 апреля отряды хуситов и воюющие на их стороне военные захватили армейский штаб в городе Таиз. Штаб 35-й армейской бригады был взят повстанцами после ожесточённых боёв с военными, которые поддерживают сбежавшего из страны экс-президента Абд Раббу Мансура Хади.
25 апреля около 130 человек погибли в результате вооружённых столкновений между шиитскими повстанцами-хуситами и сторонниками экс-президента Абд Раббо Мансура Хади, а также при авиаударах коалиции арабских стран на юге Йемен. Бои и ракетные обстрелы шли в портовом городе Аден, имеющем ключевое значение, в провинции Лахдж, и городах Лодер, Далех, Эд-Дали и Лурде.
Йеменские войска, поддерживающие повстанцев-хуситов, окружили провинциальный центр Мариб в 120 км к востоку от Саны. Большая часть северо-восточного региона богатого нефтегазовыми ресурсами перешла сейчас под контроль армейских частей и хуситов, которые преследуют банды боевиков террористической организации «Аль-Каида». Ранее, бандформирования были выбиты из городов Сирвах и Эль-Хамра.
6 мая части йеменской армии, поддерживающие хуситов установили полный контроль над административным районом Эт-Тавахи в городе Аден. Боевики «Аль-Каиды» и сторонники бежавшего из страны президента Абд Раббо Мансура Хади выбиты из республиканского дворца, здания Гостелерадио и здания Службы политической безопасности. Иностранные наёмники, высадившиеся в порту Адена три дня назад спешно покинули город на катерах. В ходе ожесточённых столкновений снайпером был убит генерал Али Насер Хади, командовавший четвёртым военным округом и обороной Адена, а также провинций Абъян и Лахдж. После этого 8 полевых командиров сложили оружие и прекратили сопротивление. Бойцами йеменской армии и мятежниками освобождены 35 заложников, которые удерживались экстремистами.
25 мая на улицах Далеа, а также в Таизе снова начались уличные бои между силами верными Мансуру Хади и хуситами.
14 июня отряды движения «Ансаралла» после двух дней интенсивных боёв взяли под контроль административный центр северной провинции Эль-Джауф город Эль-Хазм с населением более 16 000 человек. Некоторые арабские и западные СМИ сообщили, что город Аль-Хазм был отбит хуситами у вооружённых формирований, поддерживающих беглого президента Абд Раббо Мансура Хади. На самом деле, в окрестностях Аль-Хазма и на востоке провинции нет сторонников Хади, данные районы контролируются боевиками «Аль-Каиды на Аравийском полуострове».
Хуситы заявили о начале «большого наступления» против «Аль-Каиды». Так, хуситы при поддержке частей йеменской армии выбили террористов с территории военной базы в районе Аль-Сухайль в провинции Мариб и уничтожили несколько их опорных пунктов в провинции Эль-Джайф, заставив отступать на восток. К вечеру от террористов «Аль-Каиды» была зачищена ещё одна военная база в районе Накхля к северо-востоку от административного центра провинции Мариб. Одновременно ряд позиций в этой же провинции потеряли сторонники Хади. На юге страны наиболее активные бои отмечены в городе Таиз между хуситами и отрядами Хади.
18 июня стороны на переговорах в Женеве договорились о гуманитарном перемирии. Отряды хуситов при поддержке армейских подразделений продолжили наступательные операции на юге и севере страны. Поздно вечером 17 июня йеменские военнослужащие значительно продвинулись вперёд в районах Дар Саад и Аль-Мансура города Аден. Днём 18 июня хуситы выбили боевиков «Аль-Каиды» из их лагеря на востоке северной провинции Эль-Джауф. На территории объекта было обнаружено оружие саудовского производства.
14 июля хуситы утратили контроль над большей частью южного портового города Аден. Сторонники Хади смогли отбить Аден только благодаря материально-технической поддержке саудовской коалиции и постоянной поддержке с воздуха. Саудовская Аравия в этот день нанесла одну из самых массированных серий ударов. Всего за сутки было нанесено не менее 200 авиаударов, более 100 из них пришлись на Аден и его окрестности, остальные — по окраинам городу Сана и северной провинции Саада. По оценкам ООН 14 июля в Йемене от саудовских бомбардировок погибли не менее 143 человек (без учёта участников боевых действий).
19 июля продолжились бои между хуситами и сторонниками Хади. В провинции Лахидж уничтожены десятки сторонников президента Хади, а в районе Аль-Анад шли интенсивные бои, в результате которых хуситами было убито множество сторонников президента Хади вместе с их полевым командиром. Там же были задержаны более 30 человек и конфискована принадлежавшая им военная техника. Сотни сторонников Хади и саудовских военных уничтожены, по версии хуситов, в южном городе Аден, за который продолжаются ожесточённые бои. К настоящему моменту про-саудовские силы контролируют до 80 % города. На прошлой неделе большая часть Адена была отбита у хуситов сторонниками Хади. В городском порту высадился десант войск саудовской коалиции. Состав и численность иностранного контингента неизвестны, но в сети появились подтверждения присутствия в Адене саудовского спецназа.
29 июля на вооружении отрядов сторонников Хади, оказывающих поддержку «саудовской коалиции» в войне против повстанцев-хуситов, появились боевые машины пехоты БМП-3 российского производства. Предполагается, что боевые машины были поставлены йеменцам Объединёнными Арабскими Эмиратами. Согласно контракту с Россией, передача боевых машин БМП-3 третьим странам должна происходить только с согласия Москвы. А это означает, что ОАЭ грубо нарушило международные договорённости.
2 августа Подкрепления и военная техника, направленная силами арабской коалиции во главе с Саудовской Аравией для поддержки сторонников президента Йемена Абд Раббу Мансура Хади, прибыли в порт Адена на юге страны. Сотни единиц военной техники и 1500 военнослужащих (преимущественно из Объединённых Арабских Эмиратов) высадились в южном йеменском порту Аден и постепенно продвигаются на север, сообщило накануне агентство Франс-Пресс. В колоннах техники замечены натовские бронемашины, танки «Леклерк», БМП-3.
3 августа появилась информация о том, что в Йемене обнаружены «Хамви» с ракетными пусковыми установками российского производства и РПГ-27, принадлежащие просаудовским силам из южного Йемена. По всей видимости вооружение было предоставлено Арабскими Эмиратами, как и ранее были присланы БМП-3.
4 августа Отряды сторонников беглого экс-президента Абд Раббо Мансура Хади при поддержке войск Саудовской Аравии и ОАЭ взяли штурмом авиабазу «Аль-Анад» в 60 километрах к северу от портового города Аден. Бои за «Аль-Анад» продолжались несколько недель. В Адене высадился десант сухопутных сил саудовской коалиции с большим количеством танков, БТР, артиллерии и противотанковых средств, благодаря которому южанам удалось закрепить свои позиции в Адене и значительно потеснить хуситов. Ключевую роль в удачном штурме авиабазы также сыграли массированные удары саудовской авиации и действия спецназа войск саудовской коалиции. В провинцию Лахидж с одной стороны стягиваются подкрепления хуситов, с другой стороны (из Адена) идут колонны танков и другой военной техники саудовской коалиции.
6 августа Саудовская коалиция сосредоточила в южной йеменской провинции довольно мощный кулак и продолжают с боями продвигаться на север. Основу просаудовских войск составляют механизированные подразделения армии Объединённых Арабских Эмиратов и пехота «Народных комитетов» из числа сторонников беглого экс-президента Хади. Попытка хуситов контратаковать авибазу «Аль-Анад» в южной провинции Лахидж успехом не увенчалась, поскольку 5 августа информации о боях в этом районе уже не поступала. При этом за сутки просаудовские силы продвинулись примерно на 10 км на север из долины Вади ат-Тубан (от Адена до авиабазы «Аль-Анад») и взяли под контроль лагерь йеменской армии «Лабуза» по дороге на Таиз. Все горные районы к востоку и западу от дороги на Таиз находятся под контролем хуситов, но численность просаудовской группировки растёт. В провинции Лахидж замечены десятки единиц различной бронетехники из ОАЭ: броневики «Хамви» с установленными на них ПТРК «Корнет-Э» российского производства, танки «Леклерк», 155-мм. САУ Denel G6 южноафриканского производства. Контингент, возможно, будет наращиваться по воздуху.
С территории Саудовской Аравии в Йемен вступили сотни военных на танках, БМП и БТР, поддерживающие экс-президента Мансура Хади. Все части направляются для поддержки сил, верных Хади, которые ведут ожесточённые бои со сторонниками шиитского движения «Ансар Аллах» (хуситы) в провинциях Мариб и Шабва, расположенных в центральной части страны.
9 августа на юге страны возобновились ожесточённые бои. Силы, верные Хади, при поддержке саудовской коалиции начали бои против ополченцев-хуситов в столице провинции Абьян — городе Зинджибар.
11 августа войска Саудовской Аравии, ОАЭ и силы лояльные бежавшему из страны экс-президенту Йемена Абд Раббу Мансуру Хади установили контроль над многими городами юга страны и находятся в 100 километрах от Саны. Так бои между хуситами и войсками коалиции завязались в Ибб и Ярим. Под полным контролем коалиции оказались провинции Аден, Эд-Дали, Абьян и Лахдж.
18 августа ожесточённые бои шли на юге Йемена, ситуация за последние двое суток менялась несколько раз. 15-16 августа саудовско-эмиратские войска и отряды южных племён ещё продвигались на север, взяв города Ибб, Ярим, Дамар. Утром 16-го коалиция взяла под контроль историческую крепость Таиза и объявили о полном контроле над городом. Однако уже 17 августа наступление явно замедлилось. Хуситы контратаковали по всему фронту, снова завязались бои за взятые войсками саудовской коалиции Ибб, Таиз, Дамар. В Таизе снова была атакована авиабаза, бои там продолжались в ночь на 18 августа. Везде идут в основном позиционные бои, о продвижении сторон сообщений нет, но на юге провинции Аль-Бейда хуситам удалось отбросить подразделения южан и ОАЭ, уничтожив и захватив несколько единиц бронетехники. По данным йеменского командования уничтожены как минимум один бронированный грузовик и один БТР, захвачено ещё четыре БТП вооружённых сил ОАЭ. Широкое участие ОАЭ в войне в Йемене привело к тому, что в Сане хуситы фактически закрыли посольство этой страны, выгнав послов на улицу. Бодрое наступление южан и войск саудовской коалиции на юге Йемена не удивительно, хуситов здесь поддерживает меньшинство. Однако чем дальше на север, тем сопротивление нарастает. Не случайно наступление коалиции началось именно на юге Йемена. На севере, где армия Саудовской Аравии могла бы развязать полномасштабные боевые действия продолжаются обмены ударами. Причём саудовские военные периодически отходят вглубь страны, чтобы не нести потери.
19 августа войска, верные бывшему президенту Йемена Али Абдалле Салеху и отряды хуситов восстановили над городом Таиз полный контроль. Против них сражались формирования «братьев-мусульман» из исламистской партии «Аль-Ислах» и радикалы, связанные с «Аль-Каидой». После потери Адена и понесённых поражений в южных провинциях мятежники перегруппировали силы и провели контратаки, вернув себе инициативу на фронтах в Таизе, Марибе и Лахдже. На эти рубежи идёт переброска воинских подкреплений. По поступающим сообщениям, самолёты «аравийской коалиции» наносят удары по колоннам, стремясь не допустить перехода ополченцев из движения хуситов, которых поддерживают войска Салеха, в контрнаступление.
22 августа боевики террористической группировки «Аль-Каида» взяли под контроль ключевые районы портового города Аден. На данный момент террористы полностью подчинили себе район Тавахи (Tawahi), где расположена резиденция президента и имеется прямой выход в порт. Боевики ведут патрулирование улиц.
Саудовская Аравия перебросила через восток Йемена в центральную провинцию Мариб крупный контингент, включающий пехотные подразделения, бронетехнику и ударные вертолёты, чтобы создать ударную группировку для прорыва к столице городу Сана. Районы, через которые шла переброска войск, контролируются боевиками «Аль-Каиды». Передислоцированные в Мариб силы сопоставимы по количеству с теми силами, которые принимали участие в освобождении от хуситов главного города юга Йемена — Адена, а также южных провинций.
24 августа войска саудовской коалиции фактически поделили контроль над южными йеменскими городами с боевиками «Аль-Каиды на Аравийском полуострове» (АКАП). Отряды террористической группировки вошли в города Зинджибар и Аден. Интенсивных боёв между террористами и южанами практически не было. Отряды «Аль-Каиды» просто вошли в Аден и без особой стрельбы взяли под контроль управление сил безопасности и другие ключевые здания. Жители портового Адена, который ещё недавно был «освобождён от ополченцев-хуситов» с недоумением сообщают, что город наводнили боевики под чёрными знамёнами. «Аль-Каида» и войска саудовской коалиции (и тем более южане-йеменцы) не являются союзниками, но в условиях необходимости развивать наступление в центральной части страны стороны вполне могли пойти на негласное соглашение и контроль над южными городами мог быть отдан «Аль-Каиде».
2 сентября Войска саудовской коалиции находятся только на южной окраине провинции Ибб, в провинции Дамар их больше нет. Войска Саудовской Аравии вступили в Йемен через неподконтрольные хуситам районы провинций Хадрамут и Эль-Джауф, однако завязли в боях в провинции Мариб. Бои за административный центр провинции город Мариб идут без особого успеха обеих сторон уже более недели. Попытка прорыва в окрестности Саны не увенчалась успехом, проникшие сюда ДРГ Саудовской Аравии были уничтожены. На юге страны наступление южан и союзных им саудовско-эмиратских войск, в ходе которого были взяты ряд городов также провалено. Взятие Таиза обернулось ожесточёнными затяжными боями. Многие кварталы города в результате боевых действий полностью уничтожены. Тяжёлые потери несут обе стороны. Город Зинджибар поделили между собой местные племена и боевики «Аль-Каиды». В портовом Адене идут бои между сторонниками независимого Южного Йемена и теми же боевиками «Аль-Каиды на Аравийском полуострове» (АКАП). Значительная часть Адена находится уже в руках террористов.
3 сентября ополченцы-хуситы в Йемене атаковали колонну военной техники, которую коалиция арабских стран перебрасывала для поддержки сторонников беглого президента Абд Раббу Мансура Хади в провинции Мариб. В результате подрывов оказался уничтожен военный грузовик и повреждены ещё более десятка бронемашин. Несколько солдат, находившихся внутри, пострадали. Эта партия подкреплений от коалиции стала четвёртой, прибывающей через район Эль-Абр для поддержки правительственных сил в сражениях с ополченцами за провинции Мариб, Эль-Джауф и предстоящем продвижении к Сане.
4 сентября ВС Йемена и повстанцам-хуситам с помощью ракеты комплекса «Точка» удалось уничтожить передовой военный лагерь вооружённых сил коалиции в провинции Мариб, где коалиционные силы собирали войска и технику в последние дни. В результате мощного взрыва в расположении военного лагеря погибло около 100 солдат антихуситской коалиции. Помимо этого было уничтожено большое количество бронетехники, склад боеприпасов и нескольких вертолётов «Апач». (см. Ракетная атака в Марибе (2015))
7 сентября власти Катара направили в Йемен значительное подкрепление для поддержки сторонников беглого экс-президента Хади: в провинцию Хадрамаут прибыли порядка тысячи солдат, а также сотни бронемашин и боевых орудий. Силы пересекли саудовско-йеменскую границу через переход Эль-Вадиийя и направляются в провинцию Мариб. В составе колонны несколько сотен бронемашин (по данным Аль-Джазиры: 200 единиц бронетехники и 30 ударных вертолётов Apache), сторонникам Хади будут также доставлены ракетные комплексы. Общее число военных из стран Персидского залива после прибытия катарских подкреплений достигнет почти 10 тысяч человек. Ожидается, что военнослужащие стран-участниц коалиции разместятся в нескольких провинциях Йемена — Шабве, Эль-Джауф, Мариб, а также в Адене. Предполагается, что катарские подкрепления составят одну из ударных сил в предстоящей битве с повстанцами за столицу Сану.
9 сентября Египет направил в Йемен около 800 солдат для участия в наземной операции аравийской коалиции против хуситов (шиитское движение «Ансар Аллах»). Четыре боевых подразделения ВС страны по 150—200 бойцов вместе с танками и транспортными средствами прибыли на йеменскую территорию вечером 8 сентября.
13 сентября подразделения войск саудовской коалиции (Саудовской Аравии, Объединённых Арабских Эмиратов, Катара) и лояльные беглому экс-президенту Хади отряды местных племён начали наступление южнее Мариба с целью обойти группировку хуситов в этом городе и прорваться в горный район на востоке столичной провинции Сана. Артиллерия, САУ, миномёты и вертолёты «Апач» нанесли удары по позициям хуситов и союзных им частей йеменской армии, а затем продвинулись юго-западнее города Мариб в районах Джуфейна и Фау. Завязались интенсивные бои на юго-западной окраине административного центра провинции. Помимо атак на Джуфейна, Фау штурмовые группы войск ОАЭ и сторонников Хади нанесли удары по хуситам в Ат-Тель Аль-Хамра, Зат ар-Раа, Хамма Аль-Масария. Одновременно силы саудовской коалиции попытались продвинуться вперёд севернее Мариба. Серьёзные потери понесли обе стороны. Лоялисты (сторонники беглого Хади) и эмиратцы встретили ожесточённое сопротивление, потеряв до пяти единиц бронетехники и 15 человек личного состава. Хуситы признали потерю трёх транспортных средств и около 5 человек убитыми.
27 сентября как сообщают местные источники, силы, лояльные законному правительству Хади в Йемене, взяли под контроль стратегическую высоту Хаджили в Маарибе, ВВС коалиции совершили серию налётов на лагерь военной полиции на востоке столицы Йемена, а также совершили воздушные налёты на провинцию Джуф, хусииты в результате ударов понесли потери убитыми и ранеными, а также было уничтожено несколько полевых командиров, сообщается так же об ожесточённых боях между хусиитами и бойцами народных комитетов в Талаа Хумра и Джуфейне в западной части провинции Маариб. Активное использование там боевых вертолётов Apache, привело к потерям в живой силе и технике противника.
28 сентября бои в провинции Мариб между войсками ОАЭ и хуситами перешли в позиционную стадию, значительно дальше административного центра союзникам КСА продвинуться так и не удалось.
29 сентября в провинции Мариб военнослужащие йеменской армии уничтожили десятки наёмников, поддерживаемых саудовцами, а также 15 танков.
30 сентября саудийские СМИ сообщили, что бойцы народных комитетов Йемена при поддержке сил коалиции после ожесточённых боёв с хуситами взяли под полный контроль плотину Маариба и подняли на ней флаги государств коалиции, возглавляемой КСА. Десятки хусиитов и сторонников экс-президента Салеха были убиты после налётов ВВС на укрепления хусиитов.
На южной границе КСА произошли бои между хуситами и Вооружёнными Силами КСА, произошедшие после того как хусииты предприняли попытку проникнуть внутрь территории КСА. Ракетный обстрел, нанесённый по местам скопления хуситов, «отбросил их и уничтожил скопления живой силы и укреплённые районы».
Силы коалиции провели активные бомбардировки позиций хусиитов и сторонников экс-президента Али Салеха в провинции Таиз, хусииты и сторонники экс-президента Салеха, произвели беспорядочный миномётный обстрел ряда районов в центральной части провинции Таиз.
1 октября силы подчинённые президенту Йемена Абдроббихи Мансуру Хади, а именно Армия Йемена и народные комитеты, смогли полностью освободить Баб аль-Мандабский пролив и остров Мийун на юго-западе Йемена от хусиитов и сторонников Салеха, что произошло после ожесточённых боёв с хусиитами и сторонниками Салеха. В ходе боёв обе стороны понесли потери. Освобождение пролива и острова Мийун прошли при большой поддержке сил коалиции.
6 октября в предместье Адена был произведён обстрел из ручного гранатомёта гостиницы, в которой было размещалось правительство сторонников Хади. В результате погибли 15 человек, включая 4 военнослужащих армии ОАЭ и одного солдата из Саудовской Аравии. Никто из членов правительства Хади не пострадал. В обстреле обвиняют хуситов, однако вечером в твиттере Исламского Государства была размещена информация, что представители ИГ в Йемене берут на себя ответственность за взрывы, которые по их словам были следствием действием смертников, а не обстрела из гранатомёта.
За прошедшие две недели на юге страны йеменские армейские подразделения ликвидировали 45 солдат из Эмиратов, 10 — Саудовской Аравии и 5 из Бахрейна.
9 октября в результате запуска ракет хуситами был уничтожен корабль саудовской коалиции.
10 октября ВС КСА обстреляли конвой транспортных средств и ракетных пусковых установок противника у приграничного селения Миди, относящегося к административному центру Моусум. ВВС и артиллерия полностью уничтожили конвой, который пытался начать концентрацию сил в секторе границы, прилежащей к провинции Джазан и у йеменского приграничного селения Миди.
16 октября вечером ВВС коалиции нанесли удар по дому одного из лидеров хусиитов в г. Замар к югу от Саны, объектом нанесения ударов стало домовладение Яхъя Райа, спикера лояльного к хусиитам парламента Йемена, тесно связанного с экс-президентом Али Салехом. В результате был убит его сын по имени Зий Язан и получили ранение несколько хусиитов, сопровождавших его. Дом Яхъя Райа, который использовался как оружейный склад, был полностью уничтожен. Активным бомбардировкам подверглась в прошедшие сутки Сана, мощные взрывы сотрясали после нанесения ударов гору Нахдейн и президентский дворец на юге Саны, оружейные склады на горе Накам на востоке от Саны, а также место предполагаемого нахождения ракетных пусковых установок в Атане на западе от Саны. Бомбардировками были уничтожены склады оружия и припасов хусиитов.
Силы йеменской армии и народных комитетов нанесли удар по стратегической военно-воздушной базе в провинции Асир на юге Саудовской Аравии ракетами Скад, убиты десятки высокопоставленных саудовских офицеров и уничтожены более двух десятков истребителей F-15 и вертолётов «Апач». По крайней мере, 66 высокопоставленных саудовских офицеров, в том числе два старших командира, были убиты, когда йеменские ракеты попали в базу в Хамис Мушаит в провинции Асир в отместку за агрессию королевства против йеменского народа. Йеменские силы также уничтожили 17 самолётов F-15 и 9 вертолётов «Апач». Около 300 саудовских военнослужащих были ранены при этом йеменской ракетном нападения на авиабазу. В четверг, армия Йемена выпустил ракету Скад по авиабазе Халид бин Абдулазиз в провинции Асир.
18 октября от 3 до 10 тысяч военнослужащих Судана высадились в порту города Аден для участия в военных действиях на стороне арабской коалиции во главе с Саудовской Аравией. В порту суданских военных встречал командующий четвёртым военным округом в Адене бригадный генерал Ахмед Сейф аль-Мухарами. Суданские войска в Адене будут задействованы в выполнении задач коалиции по обеспечению безопасности и возвращению власти правительству во главе с президентом Хади.
Войска саудовской коалиции, несмотря на активную поддержку с воздуха, вынуждены отступать в провинции Аль-Бейда (Аль-Байда). Отряды ополченцев-хуситов и части йеменской армии выбили саудовско-эмиратские войска из селения Аль-Мукайрас к юго-востоку от административного центра. В боях за город серьёзные потери понесли подразделения из ОАЭ, уничтожено несколько единиц их техники, убито около 10 эмиратских военнослужащих. Власти ОАЭ признали гибель одного военного и ранение ещё четырёх. Наступление сил саудовской коалиции в последние две недели полностью остановилось. В провинции Мариб, откуда коалиция арабских стран должна была наступать на Сану, им противостоят кадровые йеменские армейские части, которые не пустили противника на высоты западнее города Мариб.
19 октября в округе Моха было убито 16 хусиитов в результате засад народных комитетов и воздушных налётов ВВС саудовской коалиции.
Группировки, поддерживающие Хади, при поддержке коалиции арабских государств в провинции Таиз смогли взять под контроль лагерь сил спецназа в центре провинции. Также они заняли позиции к северу от Дворца республики в Таизе, в котором засели хуситы и сторонники экс-президента Салеха, взяв под контроль подходы к дворцу с западной стороны. Ожесточённые обстрелы с использованием тяжёлого вооружения, происходят в районах Сабат, Джахмиля и Сафа, а также в окрестностях Дворца республики в Таизе, также ожесточённые столкновения хуситов с бойцами народных комитетов зафиксированы в различных частях города Таиз и провинции Таиз, в результате которых имелись убитые и раненые.
25 октября ополченцы-хуситы уничтожили судно Военно-морского флота Саудовской Аравии. «Части йеменской армии выпустили ракету в направлении одного из военных кораблей, с которых обстреливался порт Моха. Цель была точно поражена и потоплена», — заявил собеседник агентства. О судьбе экипажа корабля пока ничего неизвестно.
Местная ячейка «Аль-Каиды» в течение двух месяцев продолжает налёты и атаки на блокпосты и конвои сил коалиции. Город Аден и прилегающие территории уже стали ареной постоянных атак и диверсий. В одном из нападений были убиты 16 солдат, верных Хади. В это время террористы Аль-Каиды атаковали военную базу в районе города Сайун. Они взяли под контроль несколько деревень вокруг и попытались развить наступление.
Армия Йемена и ополченцы «Ансар Аллах» при отступлении проводит минирование оставленной территории. Специальные бригады сапёров коалиции проводят разминирование территории.
Силы коалиции сообщили о пресечении контрабандной доставки оружия хуситам через море посредством семи катеров, по которым был нанесён удар в тот момент, когда они пытались доставить оружие у острова Укбан, что расположен в западной части провинции.
По данным сирийской разведки, четыре самолёта (2 самолёта Турции, 1 Катара и ещё 1 ОАЭ) доставили в аэропорт города Аден 500 боевиков «Исламского государства», ранее воевавших в Сирии. Теперь террористы будут сражаться на стороне Саудовской Аравии против хуситов. Источник в йеменской службе безопасности подтвердил, что в Йемен действительно прибыли террористы для последующей борьбы против хуситов на стороне саудовской коалиции: от 1500 до 2000 боевиков из Сирии прибыли в лагерь Салах-эд-Дин в Адене.
4 ноября ополченцы-хуситы убили высокопоставленного командира армии Саудовской Аравии во время освобождения военной базы в провинции Таиз. Также ополченцы убили несколько военнослужащих во время проведения военной операции. Войска Саудовской Аравии предприняли контратаку с целью вернуть себе базу в Таизе, однако потерпели неудачу, потеряв несколько транспортных средств. Позднее хуситы захватили военную базы в саудовской провинции Джизан в ходе массивной ракетной атаки и атаки на военную базу Захран в приграничной саудовской провинции Асир.
7 ноября йеменская армия и народные комитеты хуситов заявили о начале широкомасштабного наступления на стратегические провинции Шабва и Дали, захваченные силами саудовской коалиции в середине августа этого года. Армия и ополчение уже начали военные операции в Дали, а наступление в Шабва должно начаться в ближайшие 24 часа.
8 ноября в ходе широкомасштабного наступления армии Йемена и ополченцам-хуситам удалось полностью освободить всю провинцию Дали с административным центром — городом Эд-Дали, которая была захвачена саудовской коалицией несколькими месяцами ранее. Им удалось также продвинуться в провинции Лахдж вплоть до военно-воздушной базы Аль-Анад, на которой расположились суданские и саудовские войска. В провинции Таиз хуситы при поддержке вооружённых сил Йемена освободили город Ар-Рахида и военную базу Дхубаб на берегу Баб-эль-Мандебского пролива. Ожесточённые бои идут в самом Таизе. Там обе стороны несут потери, а среди мирных жителей погибли около 50 человек.
Ополчение хуситов в результате ракетной атаки уничтожило корабль ВМФ Саудовской Аравии в Баб-эль-Мандебском проливе.
Первая часть военного контингента вооружённых сил ОАЭ вернулась на базы постоянной дислокации после проведения военной операции в Йемене по подавлению повстанцев-хуситов, конвой прибыл из Аль-Хамра на военную базу в городе Зайед. В торжественной обстановки состоялась встреча военных, которые возвращаются из Йемена.
9 ноября свыше четырёхсот военнослужащих Судана прибыли в Аден для оказания помощи силам, лояльным Хади и войскам саудовской коалиции. Ожидается, что прибывшие военнослужащие окажут поддержку при обороне Адена, попытку захватить который могут принять повстанцы-хуситы. В общей сложности Хартум планирует направить в Йемен до 6 тысяч человек.
16 ноября коалиция арабских стран во главе с Саудовской Аравией и силы лояльные Хади начали операцию против хуситов в провинции Таиз.
18 ноября в Йемен прибыли порядка 200—300 солдат армии Бахрейна, которые будут участвовать в боях против хуситов и союзных им военных частей в провинции Таиз.
26 ноября ОАЭ тайно переправили сотни колумбийских наёмников в Йемен. Количество колумбийских солдат пока оценивается в 450 человек. Они являются частью более крупного подразделения, насчитывающего 1,8 тысяч солдат, дислоцированных на военной базе Зайед в эмирате Абу-Даби. Помимо колумбийцев на базе также присутствуют наёмники из других латиноамериканских стран — Панамы, Сальвадора и Чили, однако выходцы из Колумбии ценятся больше всех, так как имеют реальный опыт боевых действий против партизан Революционных вооружённых сил Колумбии (ФАРК). Один из участников операции отметил, что наёмникам платят по 2-4 тысячи долларов в месяц, что в несколько раз превышает жалование в колумбийской армии, которое в среднем составляет 400 долларов. Сама операция, отметил наёмник, началась довольно неожиданно: их разбудили посреди ночи, приказали собрать вещи и явиться на плац, в то время как остальные продолжали спать. Всем им выдали жетоны и присвоили воинские звания армии ОАЭ, после чего началась переброска, носившая секретный характер — в Министерстве обороны страны до сих пор отказываются комментировать эту ситуацию.
Террористы Аль-Каиды захватили крупные города на юге страны Зинджибар и Джаар, где проживают около 50 тыс. человек.
4 декабря власти Марокко приняли решение направить в Йемен 1,5 тысяч своих военнослужащих для борьбы с хуситами. В ближайшие дни марокканский контингент прибудет на аэродром имени короля Халеда в Саудовской Аравии. В его состав, как сообщается, входит элитное подразделение парашютных войск, которое в этом году приняло участие в мароккано-американских учениях на юге Марокко. Военнослужащие «прошли специальную подготовку и приобрели необходимые навыки для участия в вооружённом конфликте в Йемене».
6 декабря произошёл теракт в муниципалитете Эт-Тавахи провинции Аден. Ответственность за теракт взяла группировка ИГ («Исламское государство»). Инцидент произошёл спустя часы после того, как боевики «Исламского государства» заняли позиции на въезде в муниципалитет и установили контрольный пункт вблизи гостиницы, досматривая въезжающие автомобили. В результате теракта погибли 8 человек, в том числе губернатор Адена Джафар Саад. В кортеж чиновника въехал начинённый взрывчаткой автомобиль, управляемый смертником, или кортеж был атакован из РПГ. Источник в силах безопасности сообщил, что бомба также могла быть установлена внутри автомобиля политика.
9 декабря саудовские СМИ обнародовали информацию, что за истекшие 24 часа было уничтожено 65 хуситов и сторонников экс-президента Салеха, при попытке пересечения границы в секторе провинции Джазан. Для одного из секторов границы, название которого не было указано, от момента начала операции «Решительный шторм» и на момент обнародования информации, было уничтожено 2011 человек живой силы противника (хуситов и сторонников Салеха), причём речь идёт лишь о достоверно установленных потерях противника, потери армии КСА на границе составили 40 человек.
Шесть колумбийских военнослужащих и один австралийский офицер убиты в боях с отрядами движения «Ансар Алла» (хуситы) на юго-западе Йемена в районе Аль-Амри. Согласно документам и информации, которую удалось получить йеменским военным, спецназовцы были направлены в Йемен по соглашению между Объединёнными Арабскими Эмиратами и американской ЧВК Academi (бывш. Blackwater). Убитые под Баб эль-Мандебом колумбийцы входили в подразделение, которое возглавлял австралийский офицер по имени Филип Ститман (Philip Stitman).
СМИ сообщили о наличии в Эритреи секретной авиабазы ОАЭ, которые используют её для нанесения ударов по армии Йемена и хуситам.
10 декабря саудовская коалиция захватила остров Большой Ханиш (Ханиш аль-Кабир) в Красном море, ранее занимаемый армией Йемена и хуситами.
17 декабря силы коалиции, при поддержке сторонников Хади, в ходе боёв захватили йеменский город Харад, расположенный поблизости от саудовско-йеменской границы. Силы коалиции преследовали и обстреляли остатки отступающих ополченцев «Ансар Аллах», которые бежали в направлении прибрежного йеменского города Миди, расположенному к западу от города Харад.
18 декабря Армия Йемена, при поддержке ополчения «Ансар Аллах», нанесла удар двумя баллистическими ракетами по Саудовской Аравии. Одна ракета ударила близ Мариба по лагерю саудовской коалиции, а вторая по заброшенному району близ саудовского Наджрана.
19 декабря баллистическая ракета «Точка» уничтожила лагерь коалиционных войск Саудовской Аравии в провинции Мариб. В результате точного попадания погибло более 180 военнослужащих, в том числе офицеры из Саудовской Аравии и Объединённых Арабских Эмиратов. Помимо этого был уничтожен склад с боеприпасами и два боевых вертолёта Apache[уточнить].
20 декабря несмотря на перемирие, саудовская коалиция начала наступление в сторону столицы Йемена. По информации из некоторых СМИ, коалиция впервые вступила в провинцию Сана с востока, со стороны провинций Мариб и Эль Джауф. Также коалиция совершила неудачный прорыв с запада, со стороны провинции Хадджа. Однако ополчению «Ансар Аллах» удалось вернуть обратно все свои утраченные позиции в этой провинции. Потери с обеих сторон достигли 75 военных, ещё десятки солдат ранены. В ходе боевых действий саудовская коалиция потеряла десятки танков и бронемашин.
Силы, лояльные Хади, взяли под свой контроль вечером военный лагерь «Ханджар» в муниципалитете Хуб, а также лагерь Шааф в провинции Джуф на севере Йемена. Одновременно сухопутной операции, ВВС сил саудовской коалиции наносили массированные удары по объектам, находившимся ранее под контролем армии Йемена и ополчения «Ансар Аллах». Силы саудовской коалиции нанесли авиаудар с воздуха по лагерю 35-й бригады, что расположен к западу от города Таиз. Авиация нанесла удары по позициям ополченцев «Ансар Аллах» на северо-востоке от Саны в Далиа Хамдан, ВВС так же нанесли массированный удар по позициям ополчения в провинции Ходейда в западной Йемене в районе Лихийя и о. Акан.
21 декабря Силы, лояльные Мансуру Хади, и саудовская коалиция взяли под контроль гору «ал-Лоуз» и гору Куруд в муниципалитете Нахам, осадив военный лагерь Дахра. Силы саудовской коалиции блокировали штаб 314 бригады республиканской гвардии, расположенный в муниципалитете Нахам на востоке провинции Сана, в котором обороняются армия Йемена и ополчение «Ансар Аллах». Взяты так же под контроль стратегически значимые высоты — гора Салаб и Лулу в местности Ханик и Фарда. В окрестностях лагеря Дахра уничтожен заместитель начальника лагеря Дахра Абдаллах Рахда.
27 декабря Армия Йемена и ополченцы «Ансар Аллах» продолжили обстрелы позиций саудовской коалиции близ населённых пунктов в провинции Таиз, а ВВС коалиции бомбили ополченцев «Ансар Аллах» в различных провинциях Йемена, нанося им потери в технике и живой силе.
Во время боёв в окрестностях города Таиз, саудовские силы убили 15 ополченцев «Ансар Аллах», в том числе полевого командира Абу Аммара и двух его людей, отбив попытки ополчения блокировать некоторые из подступов к городу Таиз.
Революционный комитет Йемена объявил, что армии и ополчению «Ансар Аллах» удалось окружить большую группировку наёмников экс-президента Хади и сил саудовской коалиции в городе Эль Хазм в провинции Джауф, после чего коалиционные силы сложили оружие и сдались. Сообщается, что в рядах окружённой группировки присутствуют военнослужащие Саудовской Аравии и Объединённых Арабских Эмиратов. В общей сложности йеменские повстанцы и армия пленили 130 военнослужащих из Саудовской Аравии, 39 солдат и 9 офицеров из ОАЭ после ряда продолжительных столкновений.
31 декабря командование третьего военного округа Йемена, подчинённого Мансуру Хади, сообщило об уничтожении одного из командиров ополчения «Ансар Аллах» Салиха аз-Заиди в результате авиаудара коалиции. ВВС коалиции продолжили массированные бомбардировки города Сана и её окрестностей. ВВС коалиции так же подвергли бомбардировке базу ВВС Дайлам к северу от столицы.

### 2016 год
3 января саудовская коалиция объявила об окончании перемирия между враждующими сторонами в Йемене.
Армия Йемена и ополченцы «Ансар Аллах» уничтожили 10 наёмников ЧВК Academi (бывшая Blackwater) при атаке на саудовскую базу близ города Зобаб в провинции Таиз. При осмотре тел были найдены французские и американские паспорта.
5 января ВС Саудовской Аравии и силы коалиции нанесли удар по позициям ополчения «Ансар Аллах» на йеменской территории. Потери составили 40 убитых ополченцев, в том числе некоторые полевые командиры. В приграничном округе Харад идут ожесточённые бои между силами коалиции и ополченцами.
7 января президент Хади во время телефонного разговора подтвердил взятие под контроль порта Миди.
9 января бойцами народных комитетов, при поддержке сил коалиции, от остатков хусиитов полностью освобождён сам посёлок, исторический замок Миди и стратегический морской порт Миди. Отбито у хусиитов качестве трофеев оружие, а также связки амулетов, которые хусииты именовали «ключи от Рая».
13 января силы Армии Йемена, лояльные законному правительству, и силы народных комитетов, установили контроль над одним из округов провинции Саада — округом Бакиа. Операция проведена силами 6-го военного округа Йемена, возглавляемого генералом Амином аль-Ваиль, и народных комитетов, возглавляемых шейхом Амином аль-Укайми. После взятия под контроль провинции Джуф, наступление продолжается.
14 января Египет отправил в Саудовскую Аравию четыре подразделения по 200 солдат для участия во вторжении в Йемен. Эти данные также были подтверждены спутниковой разведкой Ирана. Кроме того, Египет продлил на год своё участие в операции.
21 января бойцы Республиканской гвардии Революционного комитета Йемена совместно с силами ополчения «Ансар Аллах» захватили КПП саудовской коалиции в провинции Амран. Наёмники Хади потеряли 9 солдат погибшими в ходе столкновений. Также, ополченцам «Ансар Аллах» удалось захватить несколько внушительных складов с оружием. Войска коалиции бежали со своих постов, оставив большую часть своего оружия. Теперь в руках ополчения есть несколько десятков современных штурмовых винтовок и множество современных противотанковых ракет. ВВС Саудовской Аравии продолжают наносить удары по жилым районам в Сане и Сааде; сообщается, что накануне было зафиксировано около 20 бомбовых ударов.
Полевой командир Ахмад аль-Аджари, приближённый к верхушке хусиитов, и 18 офицеров из числа сторонников экс-президента Салеха, были уничтожены авиаударом ВВС сил коалиции по оперативному штабу в провинции Саада.
22 января на южной границе, при попытке проникновения через сектор границы в провинции Джазан в районе округа Хуба, силами Пограничных войск был уничтожен 51 хусит.
31 января более 200 военнослужащих Судана погибли в результате точного попадания баллистической ракеты, запущенной ополчением «Ансар Аллах» при поддержке йеменской армии, по военной базе Аль-Анад в провинции Лахдж. Солдаты саудовской коалиции на этой базе готовились к захвату Таиза. Среди погибших есть также саудовские военные и наёмники, верные Мансуру Хади.
1 февраля боевики Аль-Каиды захватили город Аззан, ранее удерживаемый силами саудовской коалиции и наёмниками Хади. Террористы штурмом взяли городской совет и разместили КПП на выездах из города. Помимо этого, боевики взяли города Аль-Махвад и Лахдж (Аль-Хута).
11 февраля армия Йемена и народные комитеты полностью освободили округ Нахам провинции Сана от хуситов. Сторонники экс-президента Али Салеха признали падение обороны военного лагеря «Фарада Нахам» под ударами противника, и подход сил коалиции к восточным предместьям Саны.
16 февраля наёмники американской Academi, воевавшие на стороне саудовской коалиции, решили покинуть Йемен после тяжёлых потерь, понесённых ими в боях с армией Йемена и ополчением «Ансаралла».
18 февраля Армия Йемена, лояльная Хади, и силы народных комитетов, после кровопролитных позиционных боёв, смогли полностью освободить административный центр муниципалитета Масрахъ что к югу от г. Таиз, и взять под контроль местный офис сил безопасности.
20 февраля террористы «Аль-Каиды« выбили силы, лояльные Мансуру Хади из города Ахвар в провинции Абьян и захватили город. Администрация города бежала, а боевики установили блокпосты по городу и вывесили чёрный флаг группировки над зданием администрации. Армия Йемена, верная Хади, и силы народных комитетов в результате ожесточённых боёв днём взяли под контроль главное шоссе, соединяющее провинции Таиз и Хадида.
4 марта военные Республиканской Гвардии Йемена и ополченцы «Ансаралла» разгромили подразделение сил саудовской коалиции в провинции Хаджа близ портового города Миди. В результате армия Йемена и ополчение начали контрнаступление на Миди и отбили часть территорий.
10 марта, в рамках операции наступления в Марибе, армия Йемена выпустила баллистическую ракету по военной базе саудовской коалиции, в результате погибло несколько десятков солдат.
12 марта в результате ракетных ударов армии Йемена и «Ансар Аллах» в районе Даббаб в провинции Таиз были ликвидированы 23 саудовских военных, более 50 получили ранения. Также ракетные удары были произведены в провинции Эль-Джауф в городе Эль-Хазм, где также есть жертвы среди военных саудовской коалиции. В то же время, саудовская коалиция нанесла авиаудары по городу Таиз, по району Нахам в провинции Сана и городу Эль-Хазм.
Ополченцы Ансараллы и Армия Йемена нанесли удар баллистической ракетой «Кахир-1» по базе Тадавин саудовской коалиции в провинции Мариб. В результате погибло более 50 военных саудовской коалиции, ещё 80 получили ранения.
18 марта войска саудовской коалиции провели неудачное наступление на позиции ополчения «Ансар Аллах» в префектуре Зубаб провинции Таиз. Потеряв 20 солдат, коалиция отступила. В отмеску жителям города за поддержку армии Йемена и ополчения, саудовская коалиция нанесла ряд авиаударов.
27 марта ополчение «Ансар Аллах» во взаимодействии с армией Йемена остановили наступление войск саудовской коалиции на севере страны в городе Миди. Сообщается о гибели 378 солдат саудовских сил.
31 марта трёхдневное наступление саудовских войск в районе йеменского города Миди закончилось провалом. По словам пресс-секретаря Республиканской гвардии Революционного комитета Йемена генерала Шарифа Галиб Лукмана, потери саудовской коалиции и сторонников Хади превысили 400 солдат погибшими. Также войска саудовской коалиции потеряли 15 единиц бронетехники.
6 апреля ракетный дивизион армии Йемена нанёс удар баллистической ракетой «Точка» по базе саудовской коалиции в провинции Эль-Джауф. В результате были убиты около 70 солдат, ранены около 100.
7 апреля Армия Йемена при поддержке Ансараллы осуществила нападение на саудовскую базу Аль-Шабака в северной части Накил аль-Акабах в провинции Эль-Джауф. В результате база была захвачена, а лидер исламистской партии «Ислах» и 2 полевых командира саудовской коалиции убиты. Также йеменским войскам и ополчению удалось уничтожить лагерь террористов «Аль-Каиды» в районе Аль-Кадад провинции Дамар; 2 террориста убиты, 4 ранены и 3 задержаны. Саудовская коалиция нанесла авиаудары по провинциям Мариб, Таиз и Эль-Джауф.
8 апреля, в результате неудачного наступления войск саудовской коалиции на лагерь Кофаль в провинции Мариб, потеряно около 40 солдат коалиции.
В этот же день войска Йемена и ополчение «Ансар Аллах» предотвратили попытку наступления войск саудовской коалиции на город Сервах в провинции Мариб. В результате саудовские войска понесли потери, армии Йемена и ополчению удалось захватить до 4 БМП-3.
10 апреля конвой войск ОАЭ в районе Асайлан провинции Мариб попал в засаду, организованную бойцами «Ансараллах». В результате на пути к району Байхан были ликвидированы 12 солдат и ранено ещё несколько.
25 апреля саудовская коалиция провела масштабную операцию против террористов Аль-Каиды в Йемене. Это позволило захватить город Эль-Мукалла, который считался «столицей» Аль-Каиды в Йемене. В результате погибло от 800 до 2000 боевиков. По меньшей мере 27 солдат саудовской коалиции погибли, ещё более 60 ранены.
7 мая арабские СМИ сообщили, что США развернули 15 вертолётов Apache и 5 Black Hawk, а также 100 солдат спецназа на авиабазе Аль-Анад в провинции Лахдж.
11 мая в ответ на авиаудары саудовской коалиции по лагерю ополченцев Аль-Амалека в районе Харф Суфьян в провинции Амран (13 мирных жителей и 5 медработников погибли, ещё 15 человек ранены), йеменская армия при поддержке ополчения «Ансар Аллах» нанесла ракетный удар по военной базе войск саудовской коалиции на юго-западе города Хамис Мушейт.
15 мая В городе Эль-Мукалла в Йемене в результате подрыва смертника, осуществлённого близ здания, где размещались новобранцы, погибли 30 человек. 
2 июня третий день продолжаются ожесточённые столкновения между солдатами саудовской коалиции и ополчением «Ансаралла» в центральных провинциях Йемена Мариб и Шабва. Саудовским солдатам пришлось отступить с нескольких позиций. Число погибших с обеих сторон измеряется сотнями.
3 июня 17 гражданских лиц, включая 11 женщин, погибли при бомбардировке оживлённого рынка в городе Таиз.
4 июня около 15 солдат саудовской коалиции погибли при попытке вернуть контроль над городом Бейхан.
15 июня ополченцы Ансараллы и СВ Йемена перешли в наступление в провинции Таиз. Ополчение и войска продвигаются в городе Бени-Али, несмотря на бомбардировки арабской коалиции и сопротивление коалиционных войск.
16 июня ОАЭ объявили о выводе своих войск с территории Йемена.
20 июня ракетный дивизион Республиканской Гвардии выпустил баллистическую ракету «Кахир-1» по штабу 115-й бригады в провинции Эль-Хазм. Убито более 30 саудовских солдат, ещё 20 ранены
22 июня правительственные войска при поддержке ополченцев Ансараллы провели обстрел из пулемётов позиций войск саудовской коалиции на авиабазе Аль Анад в провинции Лахдж. В результате несколько солдат коалиции были убиты и ранены. Ополченцы продолжили укреплять свои позиции у северного периметра авиабазы Аль-Анад.
6 июля два взрыва заминированных автомобилей произошли у входа на военную базу неподалёку от аэропорта Адена. Погибли 10 человек.
6 августа в Сане был создан Верховный Политический Совет Йемена.
8 августа после многомесячного перемирия коалиция нанесла авиаудары по Сане. Погибли, по меньшей мере, 14 мирных жителей, десятки ранены. Из-за обстрелов закрыт аэропорт. Несколько снарядов попали в завод по производству продуктов питания. На рассвете 9 августа интенсивность ударов увеличилась..
29 августа в Адене начинённый взрывчаткой автомобиль протаранил людей на территории армейского тренировочного лагеря. В результате атаки 71 человек погибли, 100 пострадавших.
8 октября В результате авиаудара по траурной церемонии в столице Йемена погибли, по данным ООН, 140 человек, более 500 пострадали. По другим данным, количество жертв достигло 213 человек. Хуситы обвинили в совершении этого авиаудара арабскую коалицию во главе с Саудовской Аравией. Она заявила, что не участвовала, но через несколько дней признала это. Джон Керри заявил, что США озабочены нанесённым ударом и гибелью мирных жителей и приветствуют намерение Эр-Риада провести «тщательное и незамедлительное расследование» обстоятельств трагедии. Второй наследный принц заявил о намерении ввести новый 72-часовой режим прекращения огня в кратчайшие сроки при условии согласия со стороны хуситов.
13 октября Вооружённые силы США нанесли удары по трём установкам РЛС на контролируемой хуситами территории побережья Красного моря в Йемене. радары были уничтожены. Распоряжение об ударах отдал президент Б. Обама по рекомендации министра обороны Э. Картера и главы Комитета начальников штабов ВС США генерала Д. Данфорда.
Иран направил к берегам Йемена 44-е соединение кораблей иранских ВМС в составе эсминца «Алванд» и судна поддержки «Бушер». Поход начался 5 октября, в настоящее время эта группа находится в Аденском заливе. Кроме неё в регионе несёт боевое дежурство 43-е соединение ВМС в составе двух ракетных кораблей «Фалахан» и «Ханджар» и двух судов обеспечения «Лаван» и «Конарак».
10 декабря В городе Аден террорист-смертник убил по меньшей мере 50 йеменских солдат и ранил ещё по меньшей мере 70 человек.
18 декабря на военной базе в городе Аден в результате теракта, устроенного смертником, погибли более 40 военных.

### 2017 год
26 января Подразделения армии Йемена, при поддержке народных комитетов и ВВС коалиции арабских государств взяли в среду штурмом базу ПВО, продолжив продвижение к местности Махджар восточнее г. Моха на западе провинции Таиз. Как указывают источники в пресс-службе армии Йемена, подразделениям армии Йемена удалось взять штурмом базу ПВО, изгнав оттуда хусиитов, что пытались укрыться на территории базы, уничтожив десятки из них и ранив других. В последующем продвижение продолжилось к местности Махджар восточнее г. Моха, уничтожая по пути укрепления хусиитов. Также ожесточённые бои идут в настоящее время в районе Балили к востоку от г. Моха.
30 января три катера со смертниками на борту атаковали боевой корабль у побережья на западе Эль-Ходейды. Два члена команды фрегата были убиты, трое получили ранения. Однако по кадрам атаки экспертное мнение сходится к применению лёгкой ПКР, что вызвало несколько локальных взрывов и пожаров. С точки зрения видео в Ютуб снятого с корабля, тогда визуально атака больше похожа на удар торпеды. Успешно произведён ракетный удар по военной базе в столице Саудовской Аравии с помощью тактической баллистической ракеты достаточной дальности.
10 февраля Саудовский сайт «Тавасул» сообщил, что авиация арабской коалиции разбомбила в Йемене базу хуситских мятежников, готовивших новые ракетные обстрелы. Удар был нанесён по базе в районе Саады. По данным источников в правительственных войсках Йемена, в результате были убиты пять офицеров Корпуса стражей Исламской революции, помогавших боевикам совершать ракетные обстрелы.
Помимо них, были ликвидированы 40 хуситских боевиков и ещё несколько десятков человек получили ранения.
Вдобавок, были уничтожены три пусковых ракетных установки, четыре танка и ещё несколько единиц военной техники.
11 февраля Саудовская Аравия с коалицией арабских союзников и сторонниками экс-президента Хади, взяли под контроль порт и город Моха.
24 февраля В Наджране разбился самолёт коалиции арабских стран F 16A ВВС Иордании.
9 марта Правительственная армия в Йемене приблизилась к захваченной повстанцами-хуситами столице Сане, взяв контроль над рядом стратегически важных позиций в её окрестностях, сообщил РИА Новости военный источник. «Силы президента Йемена Абд Раббу Мансура Хади при поддержке коалиции взяли контроль над стратегическими позициями… и приблизились к захвату центра муниципалитета Нихм, который расположен в 30 километрах от Саны», — сообщил источник. Он добавил, что в последние 14 часов ВВС коалиции вели массированную бомбардировку района. В наземных столкновениях с двух сторон погибли 25 человек и более 30 получили ранения.
8 апреля Около 20 человек погибли при теракте в Йемене.
25 мая В результате последних столкновений проправительственных сил Йемена с боевиками Ансараллы и сторонниками свергнутого президента Али Абдуллаха Салеха в провинции Таиз погибли 38 человек, в том числе 6 военных.
5 июня Участие Катара в операции было аннулировано в связи с поддержкой терроризма в регионе.
8 июня Хуситы сбили истребитель F-16.
15 июня Хуситы обстреляли корабль ОАЭ.
25 августа Вертолёт ВС США рухнул у берегов Йемена.
1 сентября В Йемене произошёл теракт: 7 погибли, 11 ранены.
6 сентября В Йемене при авиаударе погиб один из командиров мятежников.
11 сентября Самолёт ВВС ОАЭ упал в Йемене, пилот погиб.
14 сентября Боевики «Аль-Каиды» оставили один из регионов страны. В Йемене разбился военный самолёт аравийской коалиции.
15 сентября Трое детей погибли и девять получили ранения в результате обстрела жилых кварталов в провинции Таиз в Йемене.
8 октября В Йемене ликвидировали пять боевиков «Аль-Каиды».
16 октября ВВС США уничтожили два тренировочных лагеря ИГ в Йемене.
26 октября Шесть боевиков террористической группировки «Исламское государство»* были ликвидированы в результате ударов американского беспилотника в Йемене.
4 ноября Более 35 боевиков-хуситов были убиты и 19 ранены за сутки в интенсивной перестрелке с проправительственными войсками в провинции Таиз на юго-западе Йемена.
5 ноября Теракт в Йемене, погибли 46 человек. Силы безопасности Йемена предприняли штурм здания управления уголовного розыска в городе Аден, ранее захваченного боевиками ИГ, и окончательно освободили его.
8 ноября Арабская коалиция сняла блокаду йеменского порта Аден.
14 ноября Не менее шести военных погибли, более 25 получили ранения при взрыве у штаба сил безопасности в городе Аден на юге Йемена.
20 ноября В результате взрыва бомбы на юге Йемена погибли двое военнослужащих.
27 ноября На юге Йемена в результате ударов американского беспилотного летательного аппарата погибли десять подозреваемых членов «Аль-Каиды».
28 ноября В Йемене в результате теракта погибли 4 человека.
4 декабря Убит экс-президент Йемена Али Абдалла Салех.
9 декабря В Йемене ликвидирован лидер «Аль-Каиды».
13 декабря Хуситы в Йемене освободили 41 журналиста.
16 декабря В результате воздушных бомбардировок силами коалиции под руководством Саудовской Аравии в Йемене погибли 27 человек, из них 20 боевиков хуситов и 7 мирных граждан.
21 декабря Снайперы застрелили шесть мятежников-хуситов в Сане.
25 декабря В результате неудачного запуска ракеты в столице Йемена погибли 10 мирных жителей.
27 декабря Хуситы отпустили более 200 человек.
28 декабря В Йемене от авиаудара погибло 68 человек.

### 2018 год
5 января Хуситы заявили, что нанесли ракетный удар по Саудовской Аравии.
7 января Самолёт арабской коалиции во главе с Саудовской Аравией потерпел крушение в подконтрольной повстанцам-хуситам провинции Саада на севере Йемена. Двум пилотам удалось выжить.
9 января В Йемене ликвидированы 4 боевика «Аль-Каиды».
11 января Хуситы заявили об обстреле военного лагеря в Саудовской Аравии.
12 января Саудовская Аравия уничтожила баллистическую ракету, выпущенную хуситами по городу Наджран.
15 января По меньшей мере восемь человек погибли, пятеро получили ранения в результате бомбардировок ВВС аравийской коалиции, возглавляемой Саудовской Аравией, в Йемене.
16 января Хуситы обстреляли ракетами юг Саудовской Аравии.
20 января Саудовская Аравия отразила ракетную атаку хуситов.
22 января По меньшей мере семь человек погибли и десятки получили ранения в результате обстрела мятежниками-хуситами военного парада в провинции Таиз на юго-западе Йемена.
30 января В результате теракта на юге Йемена погибли 15 человек.
31 января В Йемене жертвами удара коалиции стали 17 человек.
4 февраля Хуситы атаковали проправительственные формирования, поддерживаемые Саудовской Аравии из ракетных установок ʺЗилзаль-1ʺ.
6 февраля Йеменская национальная армия, лояльная президенту Хади, установила контроль над ключевым городом Хайс на юге провинции Ходейда, перерезав один из важных путей снабжения хуситских повстанцев.
7 февраля В йеменском городе Саада произошли серьёзные столкновения между хуситами и боевиками, верными свергнутому президенту страны Хади Мансуру. В сражениях за важный город, расположенный на севере страны, погибли по меньшей мере 30 хуситов. Боевики, при поддержке коалиции, возглавляемой Саудовской Аравией, захватили стратегическую высоту в Сааде, гору аль-Даравийя. Кроме того, в городе был уничтожен форпост хуситов.
8 февраля Не менее 25 мятежников уничтожены на границе Йемена с Саудовской Аравией.
9 февраля Один из лидеров хуситов, Мухсин Мухаммед аль-Гуйраби, погиб в результате авиаудара в Йемене. Самолёты ВВС Йемена нанесли удар в провинции Аль-Джафв после того, как в этом районе три человека погибли в результате нападения ополченцев. В результате авиаудара погибли 35 боевиков хуситов, в том числе аль-Гуйраби.
17 февраля Хуситы освободили из плена сотрудника посольства США в Йемене.
18 февраля Правительственные войска Йемена сообщили, что при поддержке «аравийской коалиции» во главе с Саудовской Аравией ликвидировали на востоке страны 23 боевиков террористической сети «Аль-Каида». Боевики были убиты спецназом в ходе операции «Фейсал» по выдворению каидовцев из их главного оплота в провинции Хадрамаут — долины Эль-Мусейни. Как заявил губернатор Хадрамута генерал-майор Фарадж аль-Бехсини, армейская операция в этом регионе успешно завершена, идёт преследование террористов в других районах.
19 февраля Хуситы освободили четырёх йеменских военных.
20 февраля В Йемене захвачен один из главарей «Аль-Каиды».
21 февраля Жертвами авиаудара коалиции в Йемене стали 15 человек.
24 февраля В Йемене произошёл двойной теракт, направленный против сил антитеррористической операции. В результате погибли 14 человек.
28 февраля Четыре человека погибли при авиаударе коалиции в Йемене.
1 марта В ходе ожесточённых боёв в йеменской столице Сана повстанцев хуситов с силами экс-президента Хади и военнослужащими арабской коалиции во главе с Саудовской Аравией 17 повстанцев убиты и десятки ранены. Среди убитых — три полевых командира хуситов, также сторонники Хади сообщают о десятках пленных в ходе операции по захвату контроля над горами аль-Табаб.
26 марта Противоракетная оборона Саудовской Аравии перехватила и сбила семь ракет, запущенных боевиками движения хуситов «Ансар Аллах» из Йемена. Три ракеты были нацелены на Эр-Рияд — столицу аравийского королевства.
28 марта 11 военнослужащих погибли в результате нападения боевиков в Йемене.
9 апреля Авиаудар саудитов привёл к гибели 15 гражданских в Йемене.
11 апреля Хуситы нанесли удар по Эр-Рияду.
13 апреля Йеменские войска правительства Мансура Хади продолжают продвигаться в северные области Саада — главный оплот хуситов.
14 апреля По сообщениям хуситов их бойцы уничтожили значительное количество саудовских солдат в южной аль-Хобе, также уничтожено две единицы бронетехники, в том числе один танк. Хуситы захватили всё оружие находившееся на базе и сожгли расположение части перед отходом.
19 апреля В Йемене погиб видный командующий повстанцев-хуситов.
20 апреля В Йемене при авиаударе коалиции погибли 20 человек.
23 апреля Убит глава йеменских повстанцев-хуситов Салех аль-Саммад.
24 апреля Хуситы начали широкомасштабное наступление на позиции саудовской армии в провинции Джизан, чтобы отомстить за смерть Салеха аль-Саммада, который был убит в результате авиаудара в Саудовской Аравии.
27 апреля Боевики мятежного движения «Ансар Аллах» (хуситы) подбили технику сил аравийской коалиции в провинции Джизан из ПТУРа.
28 апреля Хуситы из Йемена нанесли удар по Саудовской Аравии.
3 мая Хуситы подбили танк «Абрамс» на территории Саудовской Аравии. ОАЭ оккупировали йеменский архипелаг Сокотру.
9 мая Саудовские средства ПВО сбили над Эр-Риядом несколько ракет, выпущенных йеменскими повстанцами-хуситами.
11 мая В Йемене в результате бомбардировок погибли 5 человек.
21 мая В йеменском Марибе обстреляли рынок, погибли пять человек.
23 мая Хуситы запустили баллистическую ракету по Саудовской Аравии.
27 мая Войска президента Йемена Абд Раббо Мансура Хади подверглись ракетному удару со стороны хуситов.
29 мая В Йемене погиб высокопоставленный военный хуситов.
30 мая Йеменские хуситы заявили, что сбили беспилотник в Саудовской Аравии.
31 мая Хуситы сбили военный вертолёт Саудовской Аравии.
1 июня Войска Саудовской Аравии и ОАЭ в западном Йемене пошли на захват стратегического портового города Ходейде, находящегося под контролем хуситов, однако потерпели поражение.
2 июня Хуситы атаковали правительственную армию в Ходейде.
3 июня При ударе аравийской коалиции по Йемену погибло 9 человек.
4 июня Более ста человек погибли в боях за город Ходейда в Йемене.
5 июня Хуситы угрожают атаковать Абу-Даби. Правительственная армия Йемена уничтожила 12 боевиков-хоуситов.
7 июня В результате столкновений с военными погибли 20 хуситов.
9 июня В Саудовской Аравии два человека погибли при обстреле хуситов.
12 июня Арабская коалиция во главе с Саудовской Аравией начала наступление на Ходейду.
13 июня Войска президента Хади отбили у хуситов ряд районов города Ходейда.
14 июня В боях за Ходейду в Йемене погибли 39 человек. Аравийская коалиция во главе с Саудовской Аравией официально объявила о начале операции «Золотая победа» по освобождению от мятежного формирования «Ансар Аллах» (хуситы) города-порта Ходейда.
16 июня Арабская коалиция установила контроль над аэропортом города Ходейда.
17 июня Хуситы заявляют о восстановлении контроля над аэропортом Ходейды. Арабская коалиция отбила у хуситов аэропорт Ходейда.
18 июня В результате нападения хуситов на юге Йемена погибли 9 человек.
19 июня Правительственная армия Йемена, ведущая бои с мятежным шиитским движением «Ансар Алла» (хуситы), к настоящему моменту контролирует 85 % территории страны.
25 июня В Йемене от ударов коалиции погиб 41 человек. Восемь боевиков ливанской группировки «Хезболлах» погибли во время боёв между войсками, лояльными президенту Йемена Абд Раббу Мансуру Хади, и мятежниками из шиитского движения «Ансар Алла» в провинции Саада.
26 июня По меньшей мере 5 человек погибли в результате удара ВВС арабской коалиции в Йемене.
2 июля Военно-воздушные силы коалиции во главе с Саудовской Аравией нанесли удары по штаб-квартире повстанцев-хуситов из шиитского движения «Ансар Алла» в провинции Ходейда на западе Йемена. Хуситы предприняли попытку атаковать подразделения йеменской армии в районе Ходейды. Противники международно признанного правительства Йемена попытались обойти её позиции с фланга, но были отбиты. По утверждению командования правительственных войск, десятки хуситов убиты и ранены, около 30 попали в плен. Среди погибших — два влиятельных полевых командира. Отбив атаку, йеменская армия перешла в контрнаступление, развивавшееся при поддержке артиллерии и ВВС.
4 июля Хуситы стягивают подкрепление в городу Ходейда.
23 июля Семь человек стали жертвами обстрелов на западе Йемена.
27 июля Арабская коалиция нанесла удары по аэропорту и авиабазе столицы Йемена.
2 августа В результате ударов по Ходейде погибли 20 человек.
6 августа Возглавляемая Саудовской Аравией арабская коалиция, поддерживаемая США, заключала ряд тайных соглашений с «Аль-Каидой на Аравийском полуострове» (АКАП) в рамках военной кампании против повстанцев-хуситов. Договорённости между коалицией и АКАП включали в себя вывод сил «Аль-Каиды» из ряда йеменских населённых пунктов, в том числе с вооружением и экипировкой, выплату денег командирам, чтобы они оставили свои позиции; а также набор сотен боевиков АКАП в ряды местных вооружённых формирований, сражающихся на стороне коалиции. Также упоминается об отводе сил АКАП из города ас-Саид в провинции Шабва.
9 августа Автобус с детьми попал под авиаудар в йеменском городе Дахиан (провинция Саада). Погибли 50 человек.
24 августа В Йемене от авиаударов погибли по меньшей мере 30 человек.
27 августа Йеменское мятежное движение «Ансар Аллах» (хуситы) утверждает, что нанесло удар по международному аэропорту Дубая с использованием беспилотного летательного аппарата. ОАЭ опровергли заявления хуситов об атаке на аэропорт Дубая.
9 сентября По меньшей мере 84 человека погибли в боестолкновениях проправительственных сил Йемена с мятежниками-хуситами (сторонники движения «Ансар Аллах») близ йеменского портового города Ходейда после срыва консультаций, запланированных в Женеве.
11 сентября Военные Йемена продолжают наступать на порт Ходейда. Военнослужащие убили высокопоставленного хуситского командира Абу Хашема, контролировавшего военные поставки в Ходейду, а также отвечавшего за численное пополнение повстанцев.
12 сентября Военные Йемена взяли под контроль дорогу, связывающую Ходейду со столицей Саной.
13 сентября Саудовская коалиция пошла на новый штурм йеменской Ходейды.
15 сентября В Йемене 15 человек погибли и 20 ранены в ходе воздушных налётов, осуществляемых коалицией во главе с Объединёнными Арабскими Эмиратами и Королевством Саудовская Аравия.
18 сентября Арабская коалиция объявила о широкомасштабном наступлении на порт Ходейда.
21 сентября Военные Йемена захватили хуситскую базу к востоку от порта «Ходейда».
24 октября В Ходейде жертвами авиаудара стали 19 человек.
7 ноября Войска саудовской коалиции взяли Ходейда в полуокружение.
9 ноября Армия Йемена начала новую операцию в Ходейде.
10 ноября Армия Йемена отбила у мятежников крупнейший госпиталь в Ходейде.
12 ноября В боях за город Ходейда в Йемене за сутки погибли 149 человек.
19 ноября Хуситы заявили о прекращении атак на арабскую коалицию в Йемене.
29 ноября Хуситы заявили об уничтожении боевого вертолёта Саудовской Аравии. Также были ликвидированы два пилота.
2 декабря В Йемене хуситы захватили сотрудника ООН.
5 декабря Хуситы и «правительственная коалиция» Йемена готовы к переговорам, которые должны состояться 6 декабря.
11 декабря Йеменские повстанцы-хуситы сбили самолёт-разведчик коалиции во главе с Саудовской Аравией на западе страны.
13 декабря Стороны конфликта в Йемене на консультациях в Швеции достигли соглашения по порту Ходейда и выводу войск.
14 декабря Воюющие стороны должны покинуть йеменский город Ходейда в течение 45 дней.
29 декабря Хуситы начали отводить войска из Ходейды.

### 2019 год
10 января Повстанческое движение Йемена «Ансар Алла» (хуситы) атаковало территорию авиабазы «Аль-Анад» в провинции Лахдж в момент, когда там проходил военный парад. По данным СМИ, атака была осуществлена ударными беспилотниками, её жертвами стали, по меньшей мере, пять человек. В церемонии парада участвовали высокопоставленные офицеры вооружённых сил Йемена, лояльных международно признанному правительству страны, с которым хуситы ведут борьбу. Сообщается о ранении одного из заместителей начальника Генштаба ВС Йемена. Местные СМИ сообщают о шести погибших и 12 раненых, включая военных и официальных лиц.
3 февраля Представители правительства Йемена и повстанцев-хуситов проводят переговоры на борту судна в порту Ходейда и заявляют о приверженности режиму прекращения огня и остальных положений договорённостей, достигнутых в декабре 2018 года в Швеции.
11 марта В Йемене ополченцы из хуситской группировки «Ансар Алла» пригрозили возобновить боевые действия в районе порта Ходейда, если правительственные войска и силы Арабской коалиции попытаются продвинуться вглубь города.
24 марта Хуситы сбили американский БЛА MQ-9 Reaper. Предположительно из кустарных зенитных комплексов на автомобильном шасси с использованием закупленных ещё до начала гражданской войны российских авиационных ракет Р-27Т и Р-73
25 марта Жертвами столкновений в Ходейде стали восемь человек, в том числе гражданские лица.
12 мая ООН сообщает, что хуситы покидают портовые города.
15 мая Повстанцы-хуситы и правительственные войска вывели свои вооруженные силы из портов Ходейда, Аль-Салиф и Рас-Исс.
7 июля 7 военнослужащих правительственных войск Йемена погибли при перестрелке с хоуситами.
8 июля Арабская коалиция перехватила и уничтожила беспилотник, запущенный хуситами. ОАЭ выводит часть войск из Йемена.
1 августа во время военного парада сторонников президента Хади в городе Аден из-за ракетного обстрела погиб 51 человек (в том числе бригадный генерал из ОАЭ), ещё 56 человек получили ранения. Ответственность за нападение взяло на себя движение хуситов.
11 августа сторонники Южного Переходного Совета полностью заняли Аден после нескольких дней боев с войсками, лояльными международно поддерживаемому правительству.
Основная статья: Атаки на Абкайк и Хурайс (2019)
В ночь на 14 сентября 2019 года предприятия Saudi Aramco, национальной нефтяной компании Саудовской Аравии, подверглись атаке беспилотных летательных аппаратов. Были атакованы крупнейший в мире нефтеперерабатывающий комплекс в посёлке Абкайк на востоке страны и район, в котором располагается нефтяное месторождение Хурайс, второе по величине в королевстве. После атак на предприятиях вспыхнули сильные пожары. Эти атаки привели к сокращению добычи нефти в Саудовской Аравии примерно в два раза. Ответственность за нападение взяли на себя хуситы, заявившие, что атаки были проведены с помощью десяти беспилотных аппаратов. Они пообещали в дальнейшем осуществлять ещё больше атак на саудовские объекты.
19 сентября в акватории Красного моря вооружённые силы Саудовской Аравии перехватили и уничтожили начиненную взрывчаткой лодку, запущенную из Йемена мятежниками из движения «Ансар Аллах» (хуситы). Управляемая дистанционно лодка представляла собой реальную угрозу международным морским транспортным путям.
20 сентября арабская коалиция во главе с Саудовской Аравией начала военную операцию против «военных объектов» на севере Ходейды в Йемене. Представитель коалиции полковник Турки аль-Малики в своём обращении по телеканалу «Аль-Арабия» призвал мирных граждан избегать тех районов, на которые нацелена операция. В свою очередь хуситы через подконтрольный им телеканал «Аль-Масира» заявили, что коалиция в нарушение мирных соглашений, заключенных ранее в Швеции, нанесла четыре авиаудара по одному из городских кварталов Ходейды.
29 сентября неподалёку от Наджрана хуситы окружили и разгромили три бригады ВС КСА. Захвачено до 2000 пленных, убито до 500 человек.
3 октября Хуситы в Йемене заявили, что готовятся нанести удары по Саудовской Аравии.
16 октября Саудовские и суданские военные прибыли в провинцию Аден на юге Йемена.
24 октября международно признанное правительство Йемена во главе с президентом Абд Раббу Мансуром Хади и сепаратисты из ряда действующих на юге страны организаций, в том числе Переходного совета Южного Йемена, подписали в Эр-Рияде мирное соглашение о прекращении военного противостояния. Подписание прошло в присутствии наследных принцев Саудовской Аравии и Абу-Даби Мухаммеда бен Сальмана и Мухаммеда бен Зеида, а также президента Йемена.
1 ноября В Йемене хуситы заявили о сбитом американском беспилотнике.
3 ноября Повстанцы движения «Ансар Алла» (хуситы) отразили атаки поддерживаемой коалицией армии Йемена в провинциях Ходейда и Тааз.
22 ноября Правительство Йемена хочет вернуть власть через диалог с хуситами.
28 ноября Йеменские хуситы сбили саудовский «Апач»: пилоты погибли.
29 декабря По меньшей мере девять человек погибли и не менее 30 получили ранения в результате ракетного обстрела на военном параде в йеменской провинции Ад-Далиа.

### 2020 год
19 января Жертвами ракетного обстрела тренировочного лагеря армии Йемена со стороны мятежного движения «Ансар Аллах» (хуситы) стали 100 военнослужащих.
12 февраля ОАЭ вывели войска из Йемена после пяти лет участия в военном конфликте.
15 февраля Жертвами ударов просаудовской коалиции в Йемене стали 35 человек.
16 февраля Стороны конфликта в Йемене согласились об обмене 1,4 тыс. пленных.
17 февраля В результате столкновений в йеменской провинции Аль-Джавф были убиты 18 повстанцев-хуситов. Также четыре мирных жителя погибли при взрыве придорожного фугаса в йеменской Ходейде.
19 февраля Проправительственная армия Йемена сбила беспилотник хуситов.
1 марта Хуситы убили двух крупных военачальников арабской коалиции.
3 марта Хуситы захватили стратегически важный город Хазм севере Йемена после нескольких недель боев с правительственными силами.
5 марта На западе Йемена убиты 14 хуситов.
6 марта вооруженные хуситы напали на правительственных военных в провинции Эд-Дали на юге Йемена, в результате чего погибли 5 солдат.
8 марта Арабская коалиция нанесла удары по объектам шиитского движения «Ансар Алла» (хуситы) в портовом городе Салиф.
15 марта по меньшей мере шесть хуситов были убиты в ходе отражения нападения ополченцев в районе Эль-Тухита к югу от Ходейды.
17 марта На западе Йемена идут бои у порта Ходейда.
20 марта За сутки в боях погибли более 100 йеменцев.
2 апреля Армия Йемена уничтожила склад боеприпасов хуситов. Склад располагался в районе Эль-Дурахими к югу от города Ходейды.
5 апреля Войска правительства Йемена уничтожили 25 хуситов.
9 апреля В Йемене хуситы обстреляли ракетами города Мариб и Ходейда. Арабская коалиция приостановила военные действия в Йемене.
14 мая Йеменские сепаратисты заняли ряд позиций в провинции Абьян.
27 мая В Йемене семь военнослужащих погибли при ракетном обстреле.
28 мая Над Саудовской Аравией сбили беспилотник хуситов.
31 мая Саудовская коалиция нанесла более 10 авиаударов по Йемену.
1 июня возглавляемая Саудовской Аравией коалиция заявила о начале масштабной операции по уничтожению боевого потенциала хуситов в ответ на участившиеся в последнее время случаи трансграничных атак с их стороны.
1 июля авиация возглавляемой Саудовской Аравией коалиции нанесла массированные удары по ряду провинций Йемена. Ударам подверглись различные районы столицы страны Саны, в том числе международный аэропорт города.
29 июля сепаратисты Южного Йемена приняли условия Саудовской Аравии и отказались от самоуправления в Адене и других ранее захваченных регионах.
12 августа источники хуситов сообщили о продвижении на марибском фронте против сил ИГ и Аль-Каиды, расположенных на юго-востоке Мариба, и возглавляемых Саудовской Аравией сил на юго-западе.
19 августа представитель движения хуситов ген. Яхья аль-Сари заявил, что после военных операций районы Валад-Раби и Курайшия были захвачены силами хуситов. По словам аль-Сари, силы хуситов вырвали 1000 км2 территории из-под контроля джихадистских группировок («Аль-Каида» и «Исламское государство»), нанесли 250 убитых, раненых и захваченных в плен, уничтожив при этом 12 вражеских баз.
22 августа хуситские СМИ сообщили об успехах боевиков-хуситов в борьбе с силами «Аль-Каиды» и «Исламского государства» в Бадье. По данным йеменских СМИ, боевики-хуситы захватили у джихадистов ракеты M47 Dragon, пулеметы M2 Browning и предметы снабжения Всемирной продовольственной программы.
24 сентября Десять человек погибли в результате атаки хуситов на саудовскую базу.
26 сентября Стороны конфликта в Йемене достигли соглашения об обмене пленными, в результате которого на свободу будут выпущены более 1 тыс. человек. Речь идет об освобождении 681 хусита и 400 человек, поддерживающих правительственные силы.
27 сентября Несколько жителей йеменской Ходейды погибли при обстреле.
3 октября 30 хуситов убиты в боестолкновениях с правительственными войсками в центральном Йемене.
9 ноября Йеменские повстанцы в ходе боев продвинулись к лагерю саудовской коалиции.
10 ноября Саудовская коалиция нанесла артиллерийские и воздушные удары в Йемене. Район Рагван в йеменской провинции Мариб взяли под свой контроль повстанцы-хуситы. Теперь для повстанцев открылись направления на районы Масуда и Умм-ан-Наджа к северо-западу от Рагвана.
23 ноября Военный представитель йеменских повстанцев из движения «Ансар Алла» (хуситы) заявил о ракетном обстреле распределительной станции нефтегазовой госкомпании Saudi Aramco в саудовском городе Джидда.
30 ноября В йеменской провинции Ходейда при обстреле погибли 11 мирных жителей включая детей. Ракетные войска йеменских повстанцев-хуситов нанесли удар по оперативному штабу саудовской коалиции в военном лагере Тадавин в йеменской провинции Мариб.
2 декабря ООН заявила о 233 тысячах погибших за 6 лет войны в Йемене.
30 декабря В Йемене сторонники президента Хади и Южного Переходного Совета сформировали коалиционное правительство для совместной борьбы с хуситами, но по прибытии в Аден были атакованы террористами, в результате чего 25 человек погибли, сами министры не пострадали.

### 2021 год
11 января Соединенные Штаты объявили хуситов террористической организацией.
4 февраля новый президент США Джо Байден объявил о прекращении поддержки США наступательных операций сил арабской коалиции в Йемене и о начале поиска мирных путей урегулирования конфликта.
22 февраля хуситы начали наступление на Мариб, административный центр богатой нефтью одноименной провинции на севере страны. Их с трудом удавалось сдерживать с помощью саудовской авиации. Хуситы также с помощью беспилотников и ракет атаковали цели на территории Саудовской Аравии. Они поразили нефтеперерабатывающие заводы в Джубайле и Джидде, а также привели к временной остановке в работе аэропортов в Таифе, Джизане и Джидде.
2 марта йеменские местные источники, близкие к хуситам, сообщили о тяжелых боях на окраинах северо-западного города Мариб, когда силы хуситов продвигались к району лагеря Сахн аль-Джан, откуда открывается вид на город Мариб.
3 марта заместитель министра иностранных дел хуситов сообщил, что хуситы взяли под контроль 10 из 14 районов Мариба. Министр иностранных дел правительства Хади заявил, что за предыдущую неделю хуситы запустили в сторону Мариба более 15 баллистических ракет. Сообщается, что силы хуситов работают над окружением всех районов города.
4 марта проправительственная йеменская армия возобновила наступление против боевиков-хуситов в Таизе, возможно, чтобы ослабить давление на проправительственные силы в Марибе, а также отвлечь силы хуситов на другие линии фронта в других частях Йемена.
6 марта в результате столкновений между хуситами и правительственными силами Хади с обеих сторон погибло по меньшей мере 90 бойцов. Йеменские региональные СМИ, близкие к хуситам, сообщили, что самолеты Саудовской коалиции были атакованы по ошибке подкреплениями правительственных сил Хади, приближающимися к Марибу из Шабвы и Абьяна, в результате чего 84 человека были убиты и 56 ранены. За событием дружественного огня последовало ограничение на сообщения СМИ о событиях дружественного огня по Хади. правительственные чиновники Хади опровергли это утверждение, добавив, что никакого «дружественного огня» не было.
К 8 марта возглавляемая хуситами йеменская армия прорвалась к северным воротам города Мариб после ожесточенных боев между ними и возглавляемыми Саудовской Аравией войсками. В последующие дни вплоть до 16 марта на северных и западных окраинах Мариба продолжались столкновения между силами хуситов и возглавляемой Саудовской Аравией коалицией на востоке страны. из Сирвы, Медгала и Мариб-Дамбы.
8 марта глава делегации Международного комитета Красного Креста (МККК) в Йемене Катарина Ритц встретилась с Хасаном Эрло, послом Ирана при правительстве хуситов в Сане.
21 марта саудовские СМИ сообщили, что Королевским военно-воздушным силам Саудовской Аравии удалось остановить наступление пехоты и танков хуситов в Эль-Ксаре авиаударами и нанести им потери.
22 марта Саудовская Аравия предложила правительству хуситов общенациональный план прекращения огня. Хуситы отвергли это предложение, заявив, что оно не отвечает их желанию снять осаду с страны.
27 марта сообщалось, что генерал-майор Амин Аль-Ваэли был убит к северо-западу от Мариба во время боев с силами хуситов. Аль-Ваэли был лидером Шестого военного округа правительственных сил, возглавляемых Хади.
31 марта бригадный генерал Салех Ладхимд аль-Обаб был убит недалеко от северо-западного Мариба во время борьбы с хуситами. Некоторые источники сообщают, что он попал в засаду среди своих телохранителей, в то время как другие сообщают, что он был убит минометным обстрелом. В тот же день силы хуситов, как сообщалось, захватили районы Хамат аль-Хамра, Хамат аль-Дияб, Даш аль-Хакан и Идат аль-Раа, таким образом продвигаясь впередближе к Марибу с запада.
1 апреля коалиция во главе с Саудовской Аравией заявила, что уничтожила баллистическую ракету хуситов, готовившихся атаковать город Мариб.
2 апреля сообщалось, что командир хуситов по имени Кусай Аль-Аммари был убит в Эль-Касаре к западу от Мариба во время столкновений с правительственными силами Хади.
3 апреля силы хуситов столкнулись с правительственными войсками Хади близ аль-Кашаба, и поступили сообщения о продвижении в пределах 9 километров от города Мариб. Однако региональные СМИ, близкие к силам Хади, утверждали, что они сорвали атаку хуситов при поддержке с воздуха возглавляемой Саудовской Аравией коалиции.
6 апреля в результате авиаудара ВВС РСАФ был убит генерал-хути Абдул Латиф Хамуд Аль-Махди, командовавший четвертым военным округом хути. Генерал Аль-Махди был 29-м номером в списке наиболее разыскиваемых коалицией во главе с Саудовской Аравией с вознаграждением в размере 5 миллионов долларов США за разведданные, приведшие к его аресту или смерти. В тот же день региональные СМИ, близкие к хуситам, сообщили о смерти трех военных лидеров правительства Хади, включая бригадного генерала. Генерал Юсеф Махди аль-Бададжи из 107-й пехотной бригады и два лидера ополчения аль-Джауф.
7 апреля генерал-майор А. Мохаммад Машли аль-Хармали, командующий Седьмым военным округом сил Хади, был убит на поле боя к западу от города Мариб. Он был убит в результате ракетного удара хуситов по позициям возглавляемых Саудовской Аравией сил к западу от города Мариб.
17 апреля СМИ сообщили, что правительственные силы Хади отбили горный хребет Алам между районами Аль-Машджа и Аль-Касара к западу от Мариба после 48 часов ожесточенных боев при тяжелой воздушной поддержке коалиции во главе с Саудовской Аравией.
18 апреля йеменские региональные СМИ, близкие к хуситам, утверждали, что лидер «Аль-Каиды» в Йемене Салем Салех Балкфаль был убит во время боев на севере города Мариб, возглавляя атаку на Аль-Машджаху вместе с другими иностранными боевиками.
19 апреля в ходе боев между силами сторонников Хади и силами хуситов был убит Або Халед Аль-Суфьяни, командующий фронтом Аль-Касара. Аль-Суфьяни был третьим командующим фронтом Кассара, убитым с начала битвы при Марибе. В тот же день многочисленные племенные группировки в мухафазе Мариб атаковали силы сторонников Хади, пытаясь освободить заключенных ими людей. Это привело к многочисленным жертвам с обеих сторон, а также к бомбардировкам коалицией племенных группировок.
20 апреля йеменские региональные СМИ, близкие к сторонникам Хади, утверждали, что советник Хезболлы по имени Абдулла Аун Тбех был убит во время боя с силами Хади к западу от Мариба.
22 апреля в ходе столкновений между хуситами и правительственными войсками был убит командир хуситов Мухаммед Аль-Радхи Гарби.
23 апреля йеменские региональные СМИ, близкие к сторонникам Хади, сообщили, что правительственные войска Хади захватили часть района Рахба с помощью соплеменников и при поддержке с воздуха возглавляемой Саудовской Аравией коалиции.
25 апреля военные чиновники сообщили агентству AFP, что силы хуситов захватили северо-западный фронт Кассары в ходе столкновений, в результате которых за предыдущие два дня с обеих сторон погибло 65 человек, а силы хуситов приблизились к центру города Мариб на расстояние шести километров. Хадхари был убит йеменскими региональными СМИ во время боев в Марибе. Однако министр информации правительства Хади Муаммар АЛЬ-Эриани опроверг новость о том, что хуситы взяли под контроль Кассару, и выразил «глубокое сожаление в связи с тем, что глобальное агентство подверглось дезинформации и пропагандировало необоснованные новости».
27 апреля правительственные чиновники Хади сообщили, что им удалось сорвать «массированную» атаку хуситов на Мариб. Однако они заявили, что хуситы продвинулись вперед на четырех участках фронта Машджа.
28 апреля правительственные чиновники Хади заявили, что их силы отбили позиции, ранее занятые хуситами за несколько дней до этого, в Аль-Машдже в районе Сирва.
29 апреля в столкновениях с повстанцами-хуситами был убит старший офицер правительственных сил Хади, говорится в заявлении Министерства обороны и Генерального штаба Йемена о гибели бригадного генерала Абдула Гани Мохаммеда Салмана.
1 мая в результате столкновений в Вади-Нахле и Талаат-аль-Хамре погиб ген. Салих Дархам аль-Рамади, командир 129-й бригады правительственных войск Хади.
25 мая Арабская коалиция в Йемене объявила, что Мустафа Аль-Гарави, высокопоставленный боец «Хезболлы», был убит в результате авиаудара на фронте Сирва к западу от Мариба в Йемене.
5 июня 17 человек погибли и еще 5 получили ранения во время ракетного обстрела возле автозаправочной станции в городе Мариб. Правительство обвиняет хуситов, которые, в свою очередь, утверждают, что они атаковали только военный лагерь и приветствовали бы независимое расследование нападения.
29 июня в результате двух ракет, выпущенных хуситами по Марибу, погибли 3 человека, в том числе ребенок, и по меньшей мере 10 получили ранения.
14 июля проправительственные силы при поддержке с воздуха Королевских военно-воздушных сил Саудовской Аравии захватили район Рахаба и некоторые районы района Джебель-Мурад. Источник, близкий к силам Хади, сообщил «Аль-Джазире», что некоторые боевики-хуситы сдались правительственным войскам.
2 августа В ожесточенных боях в Марибе погибло 40 бойцов-хуситов.
2 сентября сообщалось, что генерал-майор Насер аль-Тибани, командующий возглавляемой Саудовской Аравией коалицией, возглавлявший военные операции в Марибе, был убит. По крайней мере 140 хуситов убиты в столкновениях с йеменскими войсками.
3 сентября Мохаммад Хусейн Аль-Хуси, один из командиров хуситов и член семьи Аль-Хуси, был убит авиаударом ИГ в Марибе.
8 сентября хуситы после ожесточенных боев отбили район Рахаба.
15 сентября В Йемене за два дня убито 80 бойцов движения «Ансар Аллах».
25 сентября СМИ, близкие к хуситам, сообщили, что в районе Мариб-Абия идут бои, а возглавляемые Хади силы 159-й бригады окружены боевиками-хуситами в районе Бани-Абд того же района.
17 октября силы хуситов взяли под контроль районы Абия и Хариб в мухафазе Мариб.
20 октября по-прежнему поступали сообщения о боевых действиях в южном Марибе, на окраинах Джубы и Хариба. Во время боев правительственные чиновники Хади сообщили о гибели 4 старших офицеров, включая генерала Мусаада аль-Саяди, начальника 143-й пехотной бригады, а также бригадного генерала. Абдул Ракиб аль-Накаш, полковник Али аль-Хаджри и майор Васим Шадива.
26 октября силы хуситов захватили центр района Аль-Джуба, а также гору аль-Кутф, согласно племенным источникам. Этот захват фактически отрезал всю интернет-связь с Марибом. На следующий день СМИ, близкие к хуситам, сообщили о захвате ДжабаляМурад вместе с другими сообщает об эвакуации правительственных сил Хади из района.
31 октября СМИ, близкие к хуситам, сообщили о продвижении к северу от Аль-Джуба, причем силы хуситов приближались к городу Мариб с юга на 28 км.
В первые недели ноября сообщалось, что силы Саудовской Аравии покинули лагерь Аль-Алам и Атак, столицу мухафазы Шабва, а также город Аден. Саудовские официальные лица заявили, что перемещение войск ответило на передислокацию сил, проведенную тактической оценкой.
2 ноября Возглавляемая Саудовской Аравией коалиция, поддерживающая власти Йемена, сообщила, что 115 повстанцев-хуситов были убиты в результате авиаударов в районе стратегического йеменского города Мариб.
11 ноября силы хуситов захватили посольство США и захватили йеменский национальный персонал.
13 ноября силы коалиции во главе с Саудовской Аравией покинули свои позиции вокруг города Ходейда. Поддерживаемые ОАЭ силы также вышли из южной Ходейды, их позиции позже были заняты силами.
18 ноября агентство Франс Пресс сообщило, что с середины июня в Марибе было убито около 15 000 повстанцев-хуситов, согласно источникам, близким к повстанцам.
23 ноября ООН опубликовала доклад, в котором говорится, что к концу 2021 года число погибших в войне достигнет 377 000 человек, включая прямые и косвенные причины. По оценкам, 70 % составляют дети в возрасте до пяти лет.
4 декабря коалиция во главе с Саудовской Аравией объявила, что провела 11 отдельных операций против хуситов в Йемене, убив 60 хуситов и уничтожив семь военных машин за предыдущие 24 часа. Командующий третьим военным округом Йемена в Марибе, ответственный за боевые действия на различных фронтах города, сказал, что йеменская армия также добилась нескольких успехов в последние дни в Байхане, Усайлане и Харибе.
5 декабря коалиция во главе с Саудовской Аравией заявила в заявлении, что перехватила четыре беспилотника, выпущенных повстанцами-хуситами в направлении южного региона Саудовской Аравии. В заявлении также говорится, что повстанцы-хуситы выпустили четыре баллистические ракеты в сторону провинции Мариб.
25 декабря два человека были убиты и семь ранены в Джазане на юге Саудовской Аравии в результате нападения снаряда, в котором обвинили повстанцев-хуситов. В ответ на авиаудар коалиции во главе с Саудовской Аравией трое погибли и шестеро получили ранения в удерживаемом хуситами городе Аджама, Йемен.
28 декабря хуситы предприняли несколько атак, пытаясь захватить город Мариб. Военный лидер правительственной армии Хади заявил, что они пытаются отрезать линии снабжения хуситов вокруг.

### 2022 год
17 января хуситы с помощью беспилотников атаковали Абу-Даби (ОАЭ), погибли три человека, еще шесть человек получили ранения. Объектами нападения были три бензовоза, они взорвались и загорелись, Кроме того, на строительной площадке близ аэропорта произошел небольшой пожар, который удалось потушить.
В ответ арабская коалиция во главе с Саудовской Аравией вечером 17 января 2022 года нанесла авиаудары по объектам в Сане. Согласно заявлению сил арабской коалиции, в столице Йемена были уничтожены две ракетные установки. В свою очередь хуситы сообщили о четырех раненых и пяти погибших.
21 января истребители арабской коалиции разбомбили тюрьму в Сааде, в результате чего погибли по меньшей мере 140 заключённых.
24 января истребители ВВС ОАЭ уничтожили установку пуска беспилотников в провинции Эль-Джауф на севере Йемена сразу после их запуска в сторону Абу-Даби, где они были уничтожены силами ПВО.
25 марта хуситы с помощью беспилотников нанесли 16 ударов по территории Саудовской Аравии. Нападению подверглись нефтехранилища и прочие объекты Saudi Aramco. Они заявили, что такие атаки продолжатся до тех пор, пока не будет снята блокада с Йемена.
7 апреля по итогам межйеменских переговоров А-Р. М. Хади объявил о создании Президентского руководящего советаruen и передаче ему полномочий по управлению государством на переходный период. Он также распорядился, чтобы вице-президент страны Али Мохсен аль-Ахмар покинул свою должность. Руководителем совета был назначен Ришада Мухаммеда аль-Алимиruen. В состав совета вошли ещё 7 человек, в частности, племянник бывшего президента Тарек Салех и глава Южного Переходного Совета Айдарус аз-Зубейдиruen. На совет были возложены полномочия правительства, а также командования вооружёнными силами. Хуситы не признали данное решение.
5 июня стало известно о более 150 ударов по гражданским объектам в Йемене, включая дома, больницы и башни связи. Не смотря на заявления администрации Байдена, что США прекратили военную поддержку «наступательных операций», стало известно, что Соединенные Штаты предоставили оружие, обучение и поддержку технического обслуживания большинству эскадрилий истребителей в кампании.